# Vittoriano
Il Monumento nazionale a Vittorio Emanuele II o (mole del) Vittoriano, chiamato per sineddoche Altare della Patria, è un monumento nazionale italiano situato a Roma, in piazza Venezia, sul versante settentrionale del colle del Campidoglio; è opera dell'architetto Giuseppe Sacconi. È situato al centro della Roma antica e collegato a quella moderna grazie a strade che si dipartono a raggiera da piazza Venezia.
La sua costruzione iniziò nel 1885 e i lavori si conclusero nel 1935; tuttavia, già nel 1911, il monumento fu inaugurato ufficialmente e aperto al pubblico in occasione delle celebrazioni del cinquantenario dell'Unità d'Italia. Da un punto di vista architettonico è stato pensato come un moderno foro, un'agorà su tre livelli collegati da scalinate e sovrastati da un portico caratterizzato da un colonnato.
Ha un grande valore rappresentativo, essendo architettonicamente e artisticamente incentrato sul Risorgimento, il complesso processo di unità nazionale e liberazione dalla dominazione straniera portato a compimento sotto il regno di Vittorio Emanuele II di Savoia, cui il monumento è dedicato: per tale motivo il Vittoriano è considerato uno dei simboli patri italiani. Il Vittoriano racchiude l'Altare della Patria, dapprima un'ara della dea Roma e poi, dal 1921, anche sacello del Milite Ignoto. Poiché questo elemento è percepito come il centro emblematico dell'edificio, l'intero monumento è spesso chiamato Altare della Patria.
Fin dalla sua inaugurazione fu teatro di importanti momenti celebrativi. Ciò ha accentuato il suo ruolo di simbolo dell'identità nazionale. Le celebrazioni più importanti che hanno luogo al Vittoriano si svolgono annualmente in occasione dell'Anniversario della liberazione d'Italia (25 aprile), della Festa della Repubblica Italiana (2 giugno) e della Giornata dell'Unità Nazionale e delle Forze Armate (4 novembre), durante le quali il Presidente della Repubblica Italiana e le massime cariche dello Stato rendono omaggio al sacello del Milite Ignoto deponendovi una corona d'alloro in memoria dei caduti e dei dispersi italiani nelle guerre.
Il monumento ha un'ampia valenza simbolica, rappresentando – grazie al richiamo della figura di Vittorio Emanuele II e alla realizzazione dell'Altare della Patria – un tempio laico dedicato metaforicamente all'Italia libera e unita, e celebrando – in virtù della tumulazione del Milite – il sacrificio per la patria e per gli ideali connessi.
Dal 2020, insieme a Palazzo Venezia, è gestito dal VIVE, istituto museale di rilevante interesse generale del Ministero della cultura.

## Storia

### Le premesse

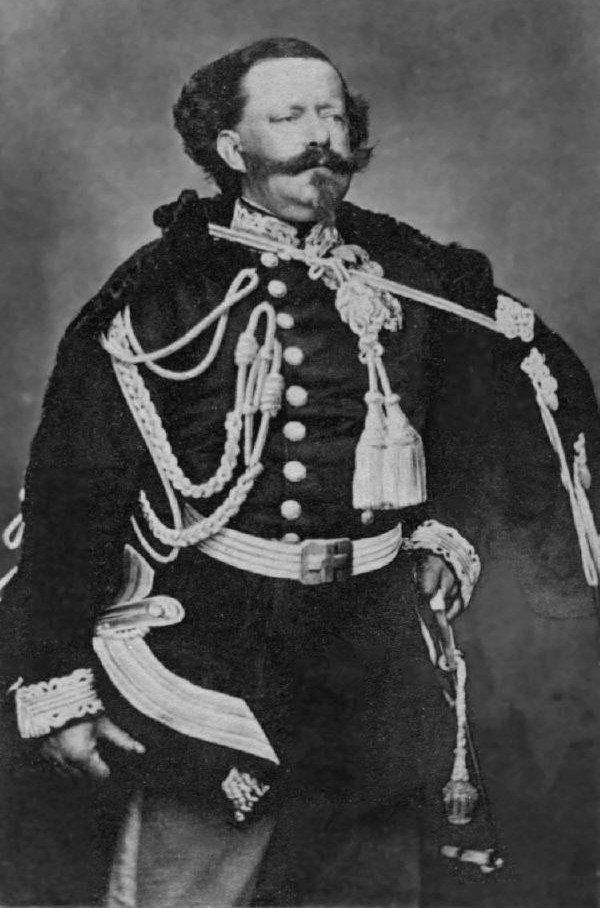
Vittorio Emanuele II di Savoia, primo re dell'Italia unita, a cui è dedicato il Vittoriano

Dopo la morte di Vittorio Emanuele II di Savoia, avvenuta il 9 gennaio 1878, furono molte le iniziative destinate a innalzare un monumento permanente che celebrasse il primo re dell'Italia unita, artefice del processo di unificazione e della liberazione dalla dominazione straniera. Per questo motivo, Vittorio Emanuele è indicato dalla storiografia come uno dei quattro "Padri della Patria" insieme a Cavour, per la sua opera politica e diplomatica, a Garibaldi, per le sue azioni militari, e a Mazzini, il cui pensiero ha illuminato la mente e le azioni dei patrioti italiani. L'obiettivo era quindi quello di commemorare l'intera stagione risorgimentale tramite uno dei suoi protagonisti.
Il 26 marzo 1878 il parlamentare Francesco Perroni Paladini depositò alla Camera un disegno di legge il cui obiettivo era quello di erigere un monumento permanente intitolato a Vittorio Emanuele II da costruire a Roma. Il 4 aprile il governo recepì questa indicazione nella persona di Giuseppe Zanardelli, ministro dell'interno, che depositò in Consiglio dei ministri un disegno di legge con il medesimo obiettivo. La proposta di legge di Zanardelli fu approvata dal Parlamento del Regno d'Italia il 16 maggio 1878 con 211 voti favorevoli e 10 voti contrari.

### I due concorsi
Il 13 settembre 1880 fu istituita la "Commissione Reale per il Monumento a Vittorio Emanuele II", che il 23 settembre successivo bandì un concorso internazionale a cui parteciparono 311 concorrenti. I fondi pubblici destinati all'opera sarebbero stati pari a 8 milioni di lire, cui si sarebbe aggiunto il denaro raccolto da una sottoscrizione popolare aperta a tutti gli italiani, anche a quelli che si erano trasferiti all'estero tra la fine del XIX e l'inizio del XX secolo. Il concorso fu vinto dal francese Henri-Paul Nénot, ma a ciò non seguì alcuna fase attuativa del progetto.
Fu deciso di non dare seguito al progetto per vari motivi. Sorsero infatti accese polemiche sul fatto che fosse stato scelto un progetto di uno straniero per un monumento rappresentante una figura di spicco della storia italiana. Inoltre venne contestato il fatto che l'idea di Nénot fosse, come scoperto solo in seguito, una versione lievemente aggiornata del suo precedente progetto per la nuova sede della Sorbona, che aveva già realizzato nel 1877. A questo si aggiunse la tensione dovuta al cosiddetto "schiaffo di Tunisi", ovvero all'occupazione francese della Tunisia. Altro motivo che fece scartare il progetto di Nénot fu la troppa libertà concessa agli artisti nella scelta del luogo di edificazione e della tipologia del monumento da realizzare, linee guida che avevano portato a un fiorire di proposte architettoniche troppo differenti tra loro – in totale furono 293 i progetti depositati. Si andava da monumenti molto semplici, formati da colonne monumentali e statue equestri, a edifici complessi e di grandi dimensioni.
Il parlamento diede quindi alla Commissione reale il mandato per bandire un secondo concorso, che stavolta avrebbe dovuto stabilire sia il luogo di edificazione sia le caratteristiche precise della costruzione. Nacque così un acceso dibattito relativamente alla scelta del luogo dove far sorgere il monumento: il colle del Campidoglio; la piazza di Termini, al confine tra il centro storico di Roma e i rioni di più recente costruzione ("fra la vecchia e la nuova Roma", com'è riportato sui verbali della Commissione reale), o la vicina piazza Esedra; o ancora piazza della Rotonda, dove sarebbero sorti nuovi edifici monumentali accanto al Pantheon.
Alcuni membri della Commissione reale, compreso lo stesso presidente Depretis (che era anche Presidente del Consiglio) erano rimasti favorevolmente colpiti dall'idea espressa nel progetto di Ettore Ferrari e Pio Piacentini, secondo classificato nel precedente concorso: quella di costruire il monumento a ridosso del Campidoglio, luogo che da millenni era rappresentativo del potere romano. Ciò infatti avrebbe reso il Vittoriano non solo il memoriale del primo re d'Italia, ma il simbolo della Roma capitale (la terza Roma), vero contraltare di San Pietro, emblema della Roma papale, e del Colosseo, icona della Roma imperiale. La Commissione reale, nonostante la contrarietà di eminenti personalità della cultura del tempo, come Rodolfo Lanciani e Ferdinand Gregorovius, approvò quindi la localizzazione del monumento sul Campidoglio.

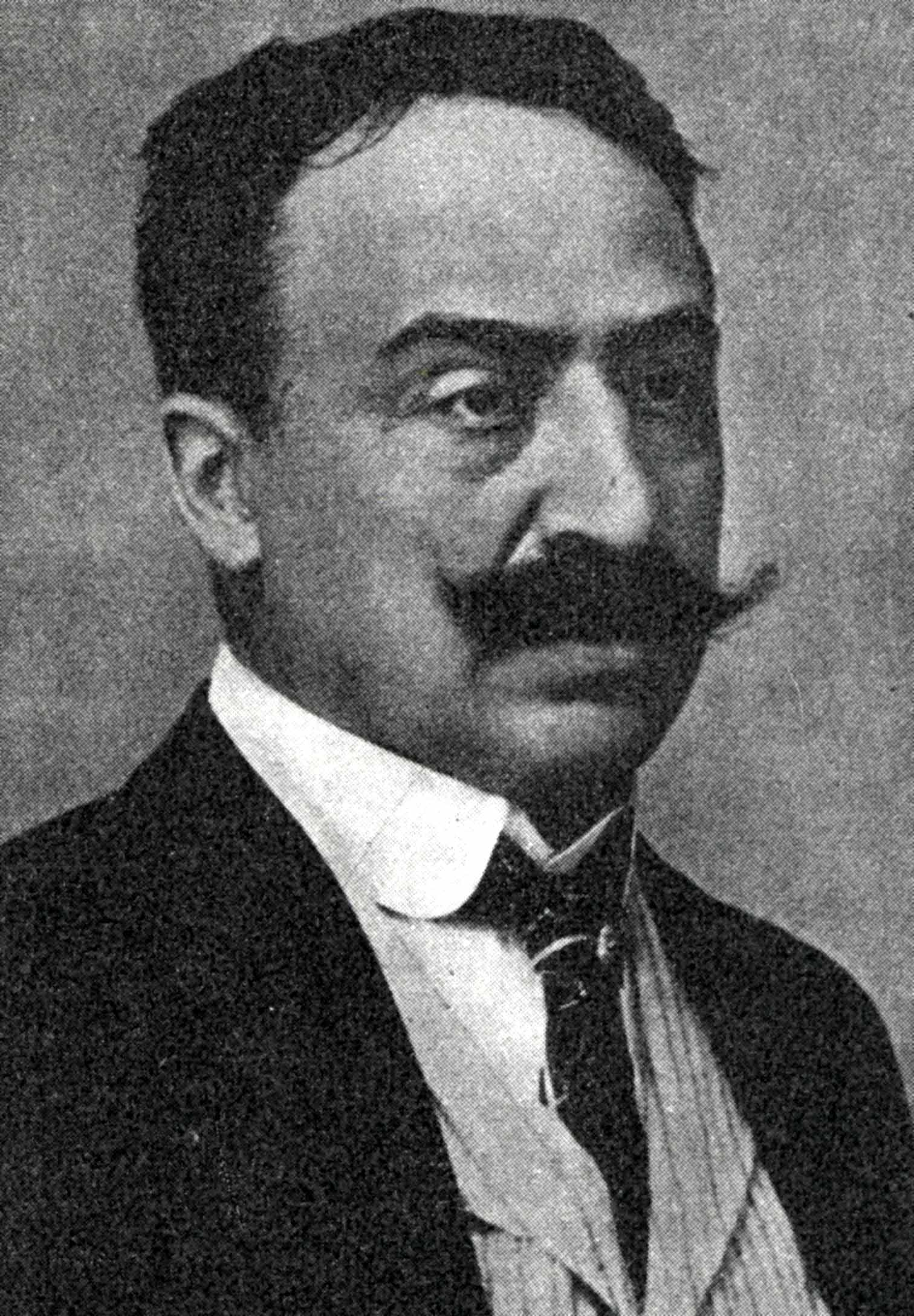
Giuseppe Sacconi, progettista del Vittoriano e direttore per vent'anni del suo cantiere di costruzione

Segno dell'aspro dibattito che si era svolto furono le immediate dimissioni dei componenti contrari, preoccupati per le demolizioni di testimonianze storiche ed artistiche che sarebbero state necessarie per la realizzazione del monumento nel luogo prescelto. La scelta tenne in considerazione il fatto che proprio su questo colle di Roma sono presenti il Palazzo Senatorio e il Tabularium, monumenti dotati di cospicuo simbolismo nazionale e tra i più rappresentativi dell'antichità romana: sono infatti il simbolo del potere di Roma e da essi deriva l'altro appellativo con cui è conosciuto il Campidoglio ("Monte Capitolino", la cui etimologia ha a che fare con "capitale"), dacché avevano ospitato gli archivi pubblici di Stato dell'antica Roma, dai decreti del Senato romano ai trattati di pace.
Fu decisivo il fatto che solo costruendo il Vittoriano nel centro storico di Roma esso avrebbe potuto rivaleggiare, anche da un punto di vista "laico-spirituale", con i monumenti della Roma dei papi: era ancora molto viva l'avversione per la Roma dello Stato Pontificio, personificata da papa Pio IX, pontefice che si mise in decisa contrapposizione con il neonato Regno d'Italia portando alla recrudescenza della questione romana.
Nel bando del secondo concorso si previde quindi la costruzione, a fianco della basilica dell'Ara Coeli, di un imponente monumento in marmo contraddistinto da gradinate ascendenti, con un maestoso colonnato sulla sua sommità e con una statua di Vittorio Emanuele II seduto su un trono, che sarebbe stata il centro del complesso architettonico. Questo fu il progetto seguito nell'edificazione del Vittoriano con le varianti del caso: alla fine, infatti, il re fu ritratto non su un trono ma in una statua equestre.
I partecipanti al concorso, che fu chiuso il 9 febbraio 1884, ebbero un anno di tempo per consegnare i loro progetti. Le proposte presentate furono novantotto: dato che la commissione reale non riusciva a decidere tra i progetti di Bruno Schmitz, di Manfredo Manfredi e di Giuseppe Sacconi, fu necessario bandire un terzo concorso, limitato però solo a queste tre proposte, che si concluse il 24 giugno 1884. Tra i tre progetti la commissione reale scelse quello di Giuseppe Sacconi, giovane architetto marchigiano, che vinse così il concorso ed ebbe l'incarico di redigere il progetto di dettaglio del Vittoriano.

### Le scelte progettuali

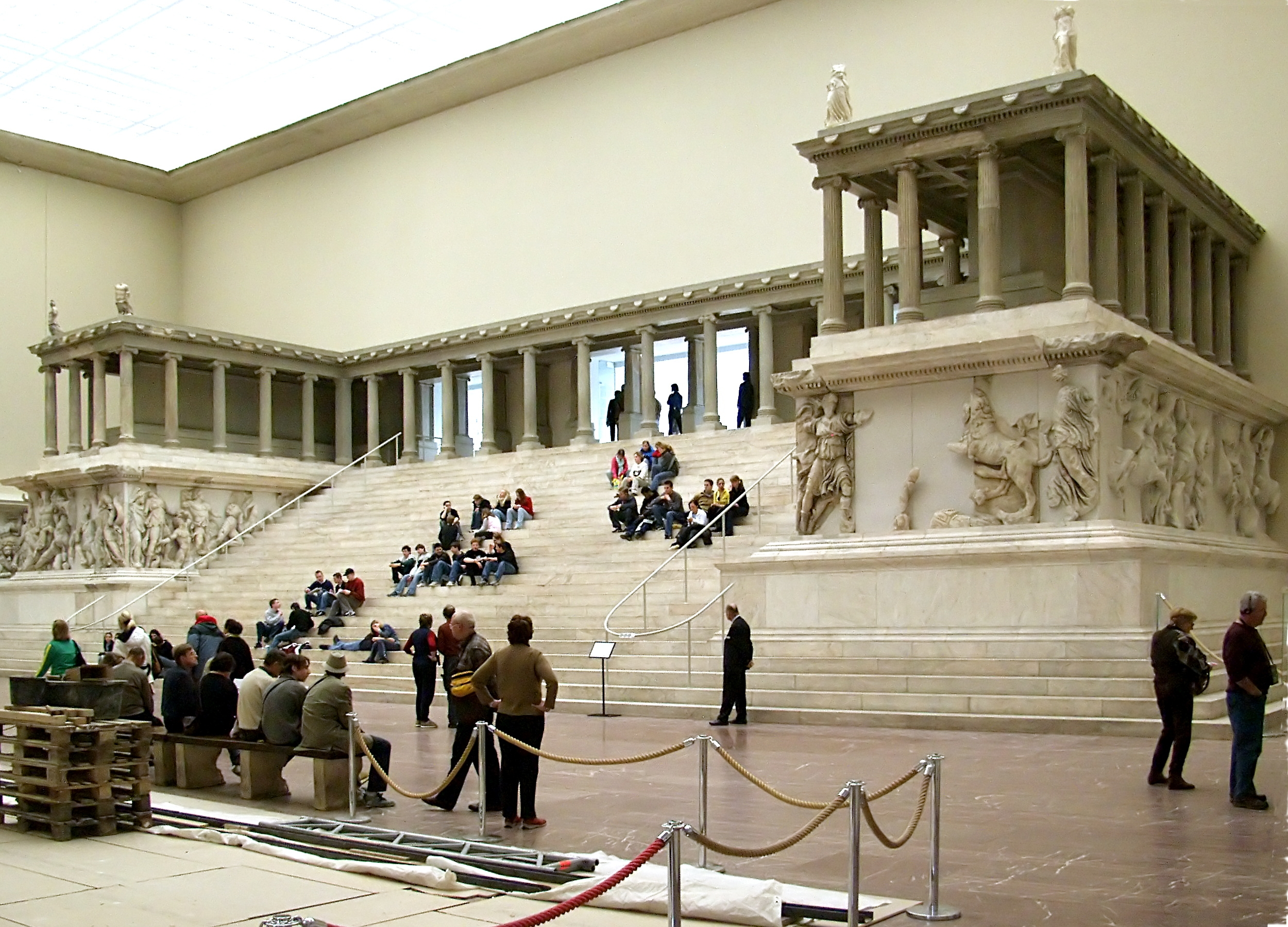
La facciata dell'altare di Pergamo, al Pergamonmuseum, uno dei modelli del progetto del Vittoriano

Il progetto del Vittoriano si ispirò ai grandi santuari ellenistici, come l'Altare di Zeus a Pergamo e il Santuario della Fortuna Primigenia di Palestrina. Il Vittoriano fu ideato come un vasto e moderno foro aperto ai cittadini, situato su una sorta di piazza sopraelevata nel centro storico di Roma, organizzata come un'agorà su tre livelli collegati da gradinate, con cospicui spazi riservati al passeggio dei visitatori.
Sulla sua sommità ci sarebbe stato un maestoso portico caratterizzato da un lungo colonnato e da due imponenti propilei, uno dedicato all'"unità della patria" e l'altro alla "libertà dei cittadini", concetti metaforicamente legati, come già accennato, alla figura di Vittorio Emanuele II; sarebbe quindi diventato uno dei simboli della nuova Italia, affiancandosi ai monumenti dell'antica Roma e a quelli della Roma dei papi. Essendo poi stato concepito come una grande piazza pubblica, il Vittoriano, oltre a rappresentare un memoriale dedicato alla persona del sovrano, fu investito di un altro ruolo: un moderno foro dedicato alla nuova Italia libera e unita.
Da un punto di vista architettonico il monumento doveva essere costituito da una serie di scalinate adattate ai fianchi scoscesi del Campidoglio, a nord della basilica di Santa Maria in Aracoeli. Tutto il complesso sarebbe apparso come una sorta di rivestimento marmoreo del versante settentrionale del colle, caricandosi di significati simbolici legati al Risorgimento. La collocazione garantiva anche due altri vantaggi: il Vittoriano sarebbe stato in asse con via del Corso, di cui avrebbe costituito il punto di fuga prospettico, e si sarebbe affacciato su un importante snodo urbano, piazza Venezia, di cui Sacconi infatti previde l'ampliamento, per adeguarne lo spazio all'imponenza e alla simmetria del monumento.
Il progetto originario del Vittoriano (uno dei più grandiosi realizzati nel XIX secolo in Italia) prevedeva l'utilizzo del marmo per il sommoportico e del travertino (pietra tradizionale degli edifici dell'antica Roma) per la restante parte del monumento: tuttavia fu impiegato il solo marmo botticino, più facilmente modellabile e più simile ai marmi bianchi che gli antichi romani usavano nelle costruzioni più rappresentative. In realtà la prima scelta era stata per il marmo di Carrara, ma la richiesta di un prezzo giudicato troppo elevato dalla commissione reale spinse quest'ultima, il 2 luglio 1889, a decretare l'utilizzo del botticino.

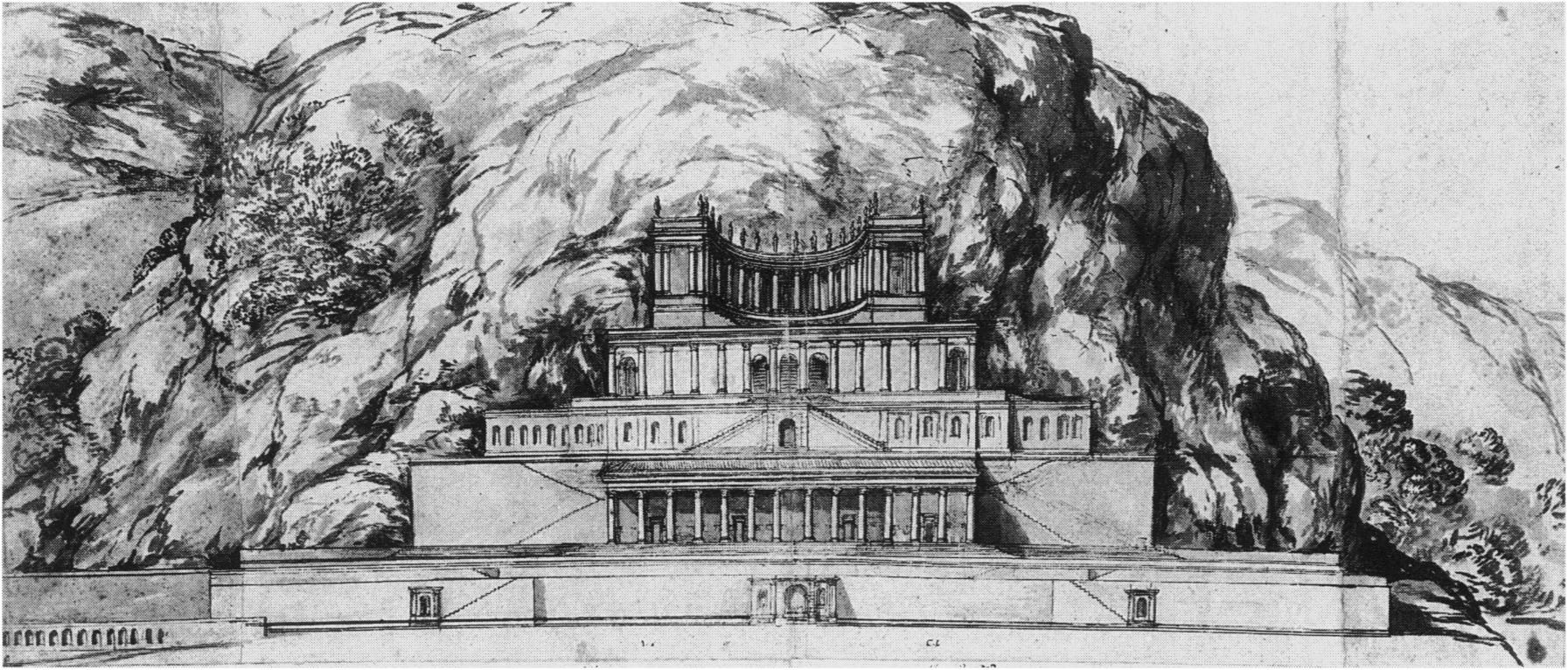
Ipotesi ricostruttiva di Pietro da Cortona del santuario della Fortuna Primigenia di Palestrina, altro modello del progetto del Vittoriano

Questo materiale fu inoltre preferito soprattutto per le sue peculiarità cromatiche: rispetto al marmo di Carrara, caratterizzato da un bianco assoluto, il marmo botticino ha una tonalità bianca che possiede una leggera tendenza al giallo paglierino, caratteristica che gli conferisce un maggiore "calore". A causa del cambiamento del tipo di marmo, che avrebbe fornito una luminosità differente e un'elegante bicromia in sincrono con il travertino, Giuseppe Sacconi fu obbligato a rivedere il progetto e apportò lievi modifiche. Il Vittoriano si arricchì di ulteriori fregi, trofei, bassorilievi e piccole statue, tutte collocate lungo i muri perimetrali che, nel complesso, fornivano un impatto visivo paragonabile alla bicromia dovuta al previsto uso di due diversi materiali di rivestimento. Per attirare poi lo sguardo dell'osservatore verso il sommoportico, in luogo di un materiale di copertura differente Sacconi rese più vistose le decorazioni di questa parte del monumento mediante l'aggiunta di statue.
Il marmo botticino prende il nome dalla sua zona di estrazione, Botticino, comune italiano a nord-est di Brescia, a circa 500 chilometri da Roma. La sostituzione del travertino scelto da Sacconi generò così molte polemiche, che furono originate dalla distanza da Roma delle cave, giudicata eccessiva: a pochi chilometri a sud-est di Roma, nei pressi dei Tivoli, esistono ampi giacimenti di travertino, tutt'oggi sfruttati in una molteplicità di cave da numerose aziende locali.

### L'apertura del cantiere e i ritrovamenti archeologici

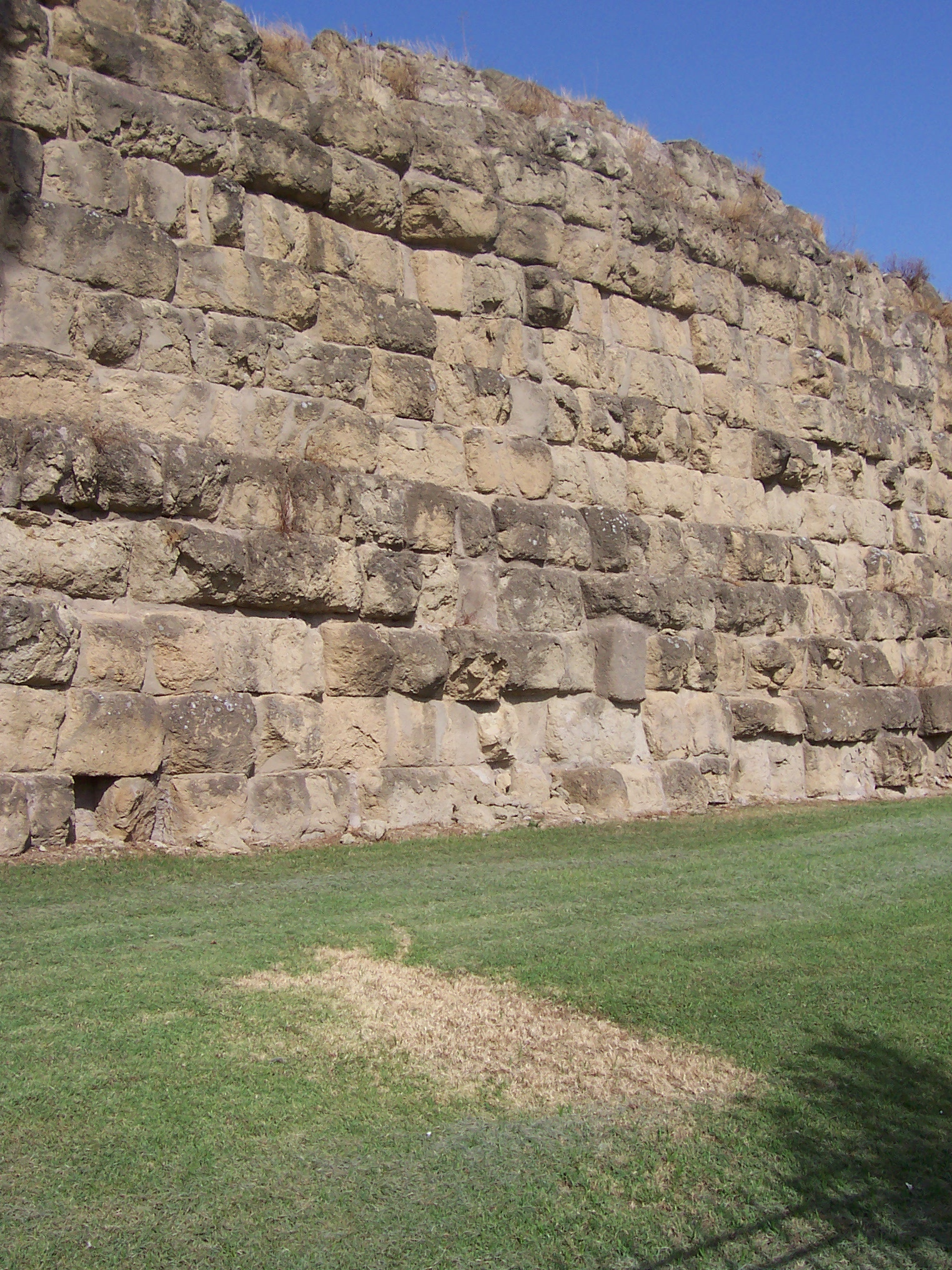
Un tratto delle mura serviane visibile presso la stazione ferroviaria di Roma Termini

La direzione dei lavori fu affidata a Giuseppe Sacconi con un regio decreto datato 30 dicembre 1884 e l'apertura ufficiale del cantiere avvenne il 1º gennaio 1885. La solenne cerimonia della posa della prima pietra del Vittoriano avvenne il 22 marzo 1885 alla presenza di re Umberto I di Savoia, della regina Margherita di Savoia, dell'intera famiglia reale e di una folta rappresentanza straniera.
Durante i primi scavi nel 1887, non si trovò, come tutti si aspettavano, il tufo compatto sul quale il monumento avrebbe dovuto poggiare. Vennero invece alla luce argille fluviali, banchi di sabbia e una cospicua presenza di caverne, cunicoli e antiche cave. Le caverne e i cunicoli erano stati previsti, visto che si sapeva che in tempi antichi la zona era stata scavata dai romani, ma non in simile e massiccia densità. Giuseppe Sacconi fu costretto a modificare il progetto e a prevedere un'opera di rinforzamento dei cunicoli con la costruzione di strutture che poggiavano sulle loro volte. Alcune di queste cave furono poi utilizzate durante la seconda guerra mondiale come rifugio antiaereo.
Con la prosecuzione dei lavori di scavo venne anche alla luce un tratto delle mura serviane, prima cinta muraria della città risalente al VI secolo a.C., ovvero all'epoca dei re di Roma, nonché i resti di un mammuth: entrambi i ritrovamenti furono inglobati nei muri dell'erigendo Vittoriano senza però distruggerli e lasciando la possibilità di ispezionarli, tranne alcune parti dell'animale fossile (trasferite all'università di Roma). Furono poi rinvenuti molti altri reperti romani, sparsi sull'intera area del cantiere, tra cui resti di costruzioni, statue, capitelli, oggetti di uso comune, etc.

Il Vittoriano in costruzione

Conseguenza del ritrovamento delle mura serviane fu una modifica sostanziale del progetto: furono aggiunti altri due piloni di fondazione al sommoportico, così da lasciare liberi e ispezionabili i reperti archeologici rinvenuti durante i lavori di sbancamento. Per tale motivo il sommoportico fu maggiormente incurvato e ne vennero cambiate le dimensioni, che passarono da 90 a 114 metri di lunghezza, con il numero di colonne, comprese quelle dei propilei, che aumentò da sedici a venti. Le colonne, inoltre, furono rese più slanciate. In questo modo il Vittoriano passò dall'essere uno dei tanti monumenti del colle del Campidoglio senza spiccare in modo particolare (com'era previsto dal progetto originario) a vistosa e imponente costruzione che abbracciava in maniera più avvolgente il versante settentrionale del colle.
Altra modifica in corso d'opera provenne da Sacconi che, nel febbraio 1888, propose l'aggiunta degli spazi interni al Vittoriano. L'idea gli era venuta dopo la scoperta dei cunicoli e delle caverne nel sottosuolo: alcune di esse furono poi sfruttate per realizzare parte degli ambienti interni del Vittoriano, ovvero stanze, cripte, gallerie e corridoi. Questi ambienti interni avrebbero poi ospitato il Museo centrale del Risorgimento, il Sacrario delle Bandiere e la cripta del Milite Ignoto.
A causa di queste modifiche il costo dell'opera passò dai 9 milioni di lire inizialmente preventivati ai 26,5 milioni finali. Per realizzare le fondamenta fu necessario sbancare 70 000 metri cubi di terreno.

### Le demolizioni degli edifici circostanti

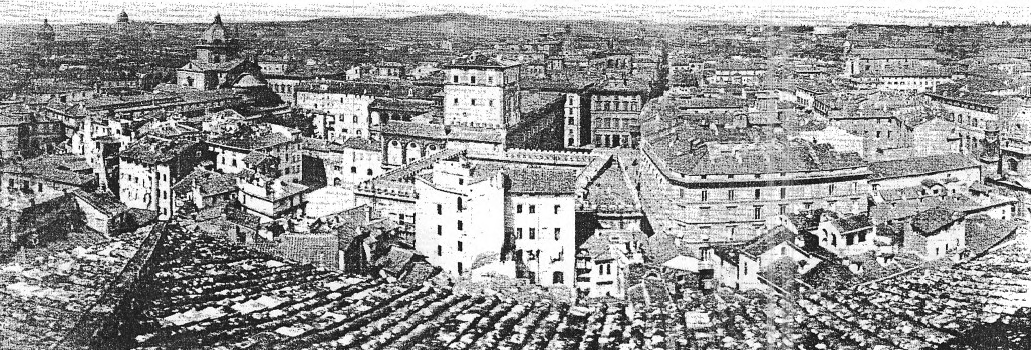
Piazza Venezia in una fotografia del 1870: è lo spiazzo a destra di Palazzo Venezia (riconoscibile per il torrione) vista dal versante del colle del Campidoglio dove sarebbe sorto il Vittoriano. Ancora più a destra Palazzo Torlonia, in seguito demolito.

Per erigere il Vittoriano si procedette, fra gli ultimi mesi del 1884 e il 1899, a numerosi espropri e a estese demolizioni nell'area del cantiere. Il luogo scelto, nel cuore del centro storico di Roma, era occupato da antichi edifici disposti secondo un'urbanistica che risaliva al Medioevo. In particolare, l'area era occupata dal Convento di Aracoeli, complesso monastico di origine medievale e gestito dall'ordine dei Frati Minori insieme all'annessa biblioteca, comprendente anche la cinquecentesca Torre di Paolo III.
Gli abbattimenti furono effettuati grazie a un preciso programma stabilito dal Presidente del Consiglio Agostino Depretis. I lavori di demolizione, e conseguentemente quelli di costruzione del Vittoriano, procedettero speditamente grazie a strumenti urbanistici speciali resi disponibili dal governo. Tutti gli abbattimenti passarono al vaglio della Commissione reale che, tra gli edifici e i resti archeologici, decise quali preservare e quali no.
Si dovette affrontare anche la necessità di fare affacciare il Vittoriano verso uno spazio adeguatamente ampio. Piazza Venezia all'epoca era infatti di dimensioni più limitate. Delimitata verso ovest dall'omonimo palazzo, il suo lato orientale era disordinatamente segnato da antichi immobili, alcuni dei quali di pregio, quale il Palazzo Bolognetti-Torlonia. Dal 1900 al 1906 furono eseguiti i lavori, basati sulle idee di Giuseppe Sacconi, per ampliare la piazza e renderla di forma simmetrica, adeguandola alla grande mole del monumento e al suo significato simbolico: la celebrazione della nuova Italia libera e unita.

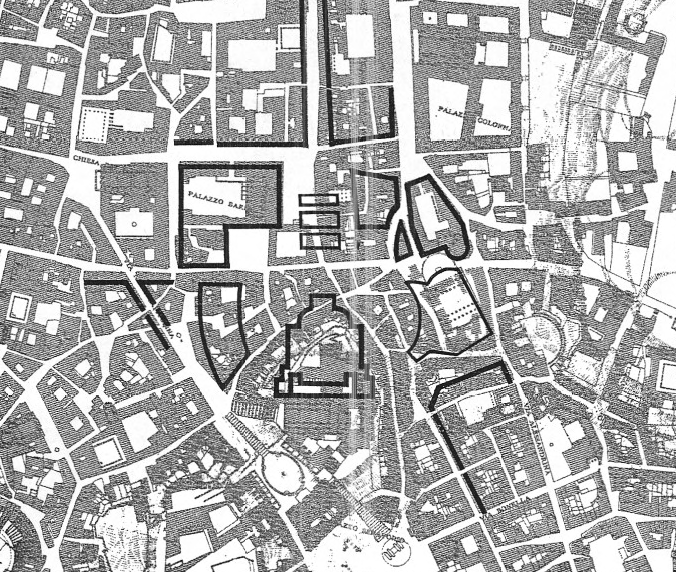
L'area delle demolizioni su una mappa del 1870: in nero sono segnati l'erigendo Vittoriano e l'ampliamento di piazza Venezia

In questo modo scomparvero alcune strade storiche di Roma e i relativi quartieri, come via della Pedacchia, via di Testa Spaccata, via della Ripresa dei barberi, via Macel de' corvi e l'annessa piazza dove risiedette l'artista Michelangelo. Altre strade al contrario furono stravolte con la demolizione di tutti i caseggiati che vi sorgevano ai lati, come via Giulio Romano, via San Marco e via Marforio. Parte delle demolizioni furono effettuate per consentire la visione del monumento da via del Corso e da via Nazionale. In totale la superficie che fu rasa al suolo fu pari a 19 200 metri quadrati.
Contro le demolizioni si espressero diverse personalità, tra cui il sindaco di Roma Leopoldo Torlonia e l'archeologo Rodolfo Lanciani. In sede parlamentare fu invece Ruggiero Bonghi, il 10 maggio 1883, ad attaccare con veemenza le demolizioni. A queste critiche si aggiunsero quelle di Ferdinand Gregorovius, storico tedesco celebre per i suoi studi sulla Roma medievale, e di Andrea Busiri Vici, presidente dell'Accademia nazionale di San Luca. Di contro ci furono anche pareri autorevoli, come quello dello storico dell'arte Giovanni Battista Cavalcaselle e dell'architetto Camillo Boito, che erano invece favorevoli alle demolizioni, pur con i distinguo del caso.
Già nei primi anni del XX secolo Primo Levi spiegò la scelta di elevare il Vittoriano sul colle del Campidoglio, che definì metaforicamente il centro della "Terza Roma", dopo la Roma antica e la Roma dei papi, richiamando una futura terza epoca della storia d'Italia (una successione storica vista come naturale, dettata dalla cesura della caduta dell'Impero romano d'Occidente), durante la quale la città sarebbe potuta diventare nuovamente di riferimento per il mondo. In questo contesto fu reputato necessario dotarla di infrastrutture e di edifici, anche simbolici come il Vittoriano, che evidenziassero il suo ruolo di capitale del neonato Regno d'Italia.
L'obiettivo generale era anche quello di fare di Roma una moderna capitale europea che rivaleggiasse con Berlino, Vienna, Londra e Parigi superando la secolare urbanistica pontificia. In questo contesto il Vittoriano sarebbe stato l'equivalente della Porta di Brandeburgo di Berlino, dell'Admiralty Arch di Londra e dell'Opéra Garnier di Parigi: questi edifici sono infatti tutti accomunati da un aspetto monumentale e classicheggiante che comunica metaforicamente l'orgoglio e la potenza della nazione che li ha eretti.

### La statua equestre di Vittorio Emanuele II

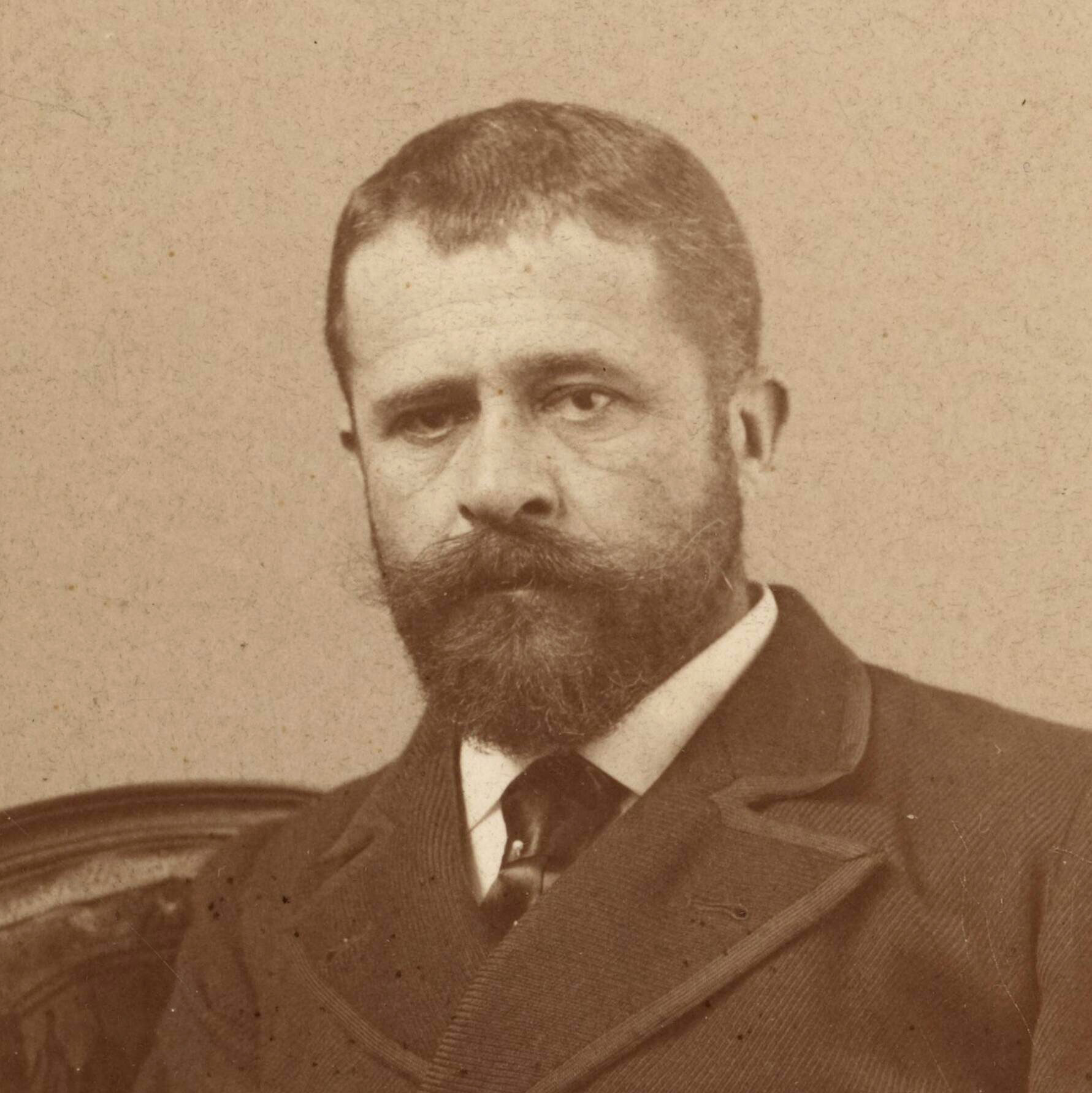
Enrico Chiaradia, autore della statua equestre di Vittorio Emanuele II

La costruzione della statua equestre di Vittorio Emanuele II, prima opera realizzata e fulcro architettonico dell'intero monumento, fu affidata dalla Commissione reale, previo altro concorso indetto il 9 febbraio 1884, a Enrico Chiaradia già nell'aprile 1889, nel giorno stesso della chiusura del concorso per la costruzione del Vittoriano.
La statua, che sarebbe poi stata completata da Emilio Gallori poiché Chiaradia morì nel 1901, fu fusa con il bronzo proveniente da alcuni cannoni del Regio Esercito e poi montata sul basamento marmoreo sul quale furono scolpite le personificazioni allegoriche delle quattordici città "nobili" d'Italia, tra il 1907 e il 1910. I centri raffigurati sono le capitali degli Stati preunitari, la cui nascita è ascrivibile a un periodo precedente alla monarchia sabauda: per tale motivo esse furono reputate le "madri nobili" dell'Italia risorgimentale.
In occasione della visita di re Vittorio Emanuele III di Savoia, le autorità decisero di offrire un rinfresco a un ristretto gruppo di invitati tra coloro che avevano partecipato al progetto. L'evento fu allestito all'interno del ventre del cavallo di bronzo, che fu in grado di ospitare più di venti persone, come testimoniano le fotografie d'epoca, le cui copie sono esposte nella terrazza posteriore del Vittoriano.

### La prosecuzione dei lavori e le varianti al progetto originario

Il Vittoriano in costruzione

Durante i lavori di costruzione del monumento, Giuseppe Sacconi prese la decisione di inserire all'interno del Vittoriano un altare dedicato alla patria. Il suggerimento pare che fosse venuto da Giovanni Bovio, filosofo e deputato repubblicano, che gli avrebbe consigliato di erigere un Altare della Patria su modello di quelli costruiti nel periodo della Rivoluzione Francese.
Il luogo e il soggetto dominante dell'altare furono scelti subito: una grande statua della dea Roma che sarebbe stata collocata sul primo terrazzo dopo l'ingresso al monumento, appena sotto la statua equestre di Vittorio Emanuele II. Quindi l'Altare della Patria, perlomeno inizialmente e prima della tumulazione della salma del Milite Ignoto, fu pensato come un sacello della divinità che personifica Roma, per celebrare la grandezza e la maestà della legittima capitale d'Italia. Questo richiamo alla classicità non fu un'eccezione: nel Vittoriano sono numerose le opere artistiche che richiamano la civiltà romana. Con la realizzazione dell'Altare della Patria, il Vittoriano assunse un nuovo ruolo: oltre che un memoriale dedicato alla persona di re Vittorio Emanuele II e un moderno foro d'Italia, anche un tempio laico della Nazione.
Nel 1890, a causa degli imprevisti occorsi durante la costruzione, Giuseppe Sacconi aveva stilato un secondo progetto del Vittoriano, con alcune varianti: l'aggiunta di numerose finestre per illuminare i non previsti locali seminterrati, la costruzione di due scalinate laterali per potervi accedere e la conseguente eliminazione delle due fontane ai lati della scalinata centrale. La variante fu presentata in occasione della visita al cantiere di re Umberto I di Savoia. Inoltre, Sacconi dovette ripetutamente contrastare le varie proposte di porre all'interno dell'edificio anche opere d'arte che rappresentassero personaggi e fatti storici precisi. Egli infatti riteneva che solo attraverso un'arte allegorica e priva di ogni riferimento alla contemporaneità si potesse dare al monumento un valore universale, che non risentisse dello scorrere del tempo. Intorno al 1900, dopo un'interruzione dei lavori che durò dal 1896 al 1898 per mancanza di fondi, Sacconi espresse la sua volontà di ricondurre il progetto alla sua forma originaria, tornando all'unica scalinata d'ingresso, centrale e affiancata dalle due "fontane dei mari."

Il Vittoriano durante i lavori di demolizione del quartiere Alessandrino per la creazione di Via dell'Impero

Nel frattempo, durante il febbraio dell'anno 1900, si era verificato il passaggio della gestione del cantiere dalla "Commissione Reale per il Monumento a Vittorio Emanuele II" al Ministero dei lavori pubblici.
Giuseppe Sacconi morì nel 1905, dopo vent'anni quasi completamente dedicati alla costruzione del Vittoriano. Presero temporaneamente le redini del cantiere i suoi tre stretti collaboratori (Pompeo Passerini, Adolfo Cozza e Giulio Crimini), che nel 1906 elaborarono il terzo progetto del monumento. I lavori proseguirono e furono portati a termine sotto la direzione di Gaetano Koch, Manfredo Manfredi e Pio Piacentini. Manfredi, in particolare, era stato compagno di studi di Sacconi, e tra i due vi erano affetto e stima reciproci. La loro era un'amicizia solida, disinteressata e lealmente competitiva, avendo partecipato agli stessi concorsi, tra cui quello del Vittoriano. I tre architetti predisposero il quarto progetto generale, in cui accolsero il desiderio di Sacconi di tornare al disegno originario del monumento. In occasione dell'Esposizione internazionale di Milano, fu mostrato al pubblico un suo modello in gesso (poi andato perso in un incendio). Con questo quarto e ultimo progetto il Vittoriano ebbe la sua forma definitiva, che è poi quella corrispondente alle idee sempre sostenute da Sacconi: un monumento caratterizzato da opere d'arte esclusivamente allegoriche, con la sola eccezione della statua equestre di Vittorio Emanuele II.
Nel 1906, tramite regio decreto datato 17 maggio, fu istituito il "Comitato nazionale per la storia del Risorgimento", antesignano del moderno e omonimo istituto. Nello stesso decreto fu decisa la sede di questo comitato: l'erigendo Vittoriano. Contestualmente fu decretato che il monumento, al suo interno, avrebbe anche ospitato il "Centro culturale di studi e ricerche sul Risorgimento", nonché un museo e una biblioteca sull'argomento. Si ponevano così le basi per l'attuale Museo centrale del Risorgimento.
Tra il 1906 e il 1911, anno di inaugurazione del Vittoriano, furono operate le ultime modifiche al progetto di Sacconi, tra cui l'abbassamento delle balaustre delle terrazze e la modifica di alcune scalinate, rese più rettilinee al fine di slanciare ulteriormente la struttura e dare l'impressione che fosse la naturale prosecuzione architettonica di piazza Venezia.

### L'inaugurazione
Il Monumento nazionale a Vittorio Emanuele II è indicato con altre due espressioni: "(mole del) Vittoriano" e "Altare della Patria", che dall'inaugurazione ad oggi sono quelle più usate per chiamare il monumento. Dal 1921, quando il Milite Ignoto fu tumulato sotto la statua della dea Roma nella parte del Vittoriano che è chiamato "Altare della Patria", ha preso nuovo vigore l'uso di tale espressione per indicare l'intera struttura e non solo il luogo della sepoltura del soldato, personificazione di tutti i caduti e i dispersi in guerra; ciò è avvenuto grazie al forte sentimento popolare per il simbolico Milite.

Un momento della cerimonia di inaugurazione del Vittoriano (4 giugno 1911). Si noti la mancanza delle statue delle quadrighe, poste sulla sommità dei propilei solo fra il 1924 e il 1927

Il complesso monumentale fu inaugurato davanti a un'immensa folla il 4 giugno 1911, in occasione degli eventi collegati all'esposizione nazionale per le celebrazioni del cinquantenario dell'Unità d'Italia, da re Vittorio Emanuele III. Alla cerimonia parteciparono anche la regina Elena, la regina madre Margherita di Savoia e la restante parte della famiglia reale, compresa Maria Pia di Savoia, figlia di Vittorio Emanuele II e regina madre del Portogallo, da poco deposta dalla rivoluzione del 5 ottobre 1910, che aveva instaurato la repubblica. Erano anche presenti il Presidente del Consiglio Giovanni Giolitti, i seimila sindaci d'Italia, i veterani delle guerre risorgimentali e tremila studenti delle scuole romane.
Tra i veterani delle guerre (sia quelli inquadrati nel Regio Esercito sia i garibaldini) ci furono alcune personalità rilevanti, come l'ultimo sopravvissuto della Costituente che proclamò la Repubblica romana del 1849. Presenziarono anche i tre garibaldini che fecero sfilare una bandiera tricolore durante la campagna del Trentino, operazione militare della terza guerra d'indipendenza italiana guidata nel 1866 da Giuseppe Garibaldi, e la battaglia di Digione, combattuta tra il 1870 e il 1871 durante la guerra franco-prussiana. Questo secondo vessillo accompagnò i volontari italiani che decisero di combattere i prussiani e, a causa di colpi di mitragliatrice, rimase assai danneggiato: era rimasta integra solo la banda verde, quella vicina all'asta, al contrario di quella bianca interamente sfilacciata.
Il clima vissuto durante la cerimonia di inaugurazione del Vittoriano fu connotato da un intenso spirito unitario e nazionale. Nonostante questa atmosfera conciliante, non mancarono alcune voci fuori dal coro. Alla solenne manifestazione erano infatti contrari i socialisti (in quel momento guidati dall'ala massimalista, che era quella più intransigente e radicale) per via della loro ideologia internazionalistica, e i repubblicani, che erano critici verso questa cerimonia visti gli indiscutibili connotati monarchici del monumento.

### La tumulazione del Milite Ignoto

La cerimonia di tumulazione del Milite Ignoto all'Altare della Patria (4 novembre 1921) vista da piazza Venezia

Dopo la prima guerra mondiale l'Altare della Patria fu scelto per ospitare la tomba del Milite Ignoto, ovvero un soldato italiano morto durante il primo conflitto mondiale la cui identità resta sconosciuta a causa delle gravi ferite che resero irriconoscibile il corpo. Proprio per questo motivo rappresenta tutti i militari italiani che morirono durante le guerre. L'impossibilità di identificare il soldato lo rende un simbolo molto forte, perché solo in questo modo è possibile una transizione metaforica tra concetti sempre più ampi: dalla figura del singolo soldato a quella di tutti i soldati dell'esercito e infine a quella dell'intera nazione.
La salma fu sepolta con una cerimonia solenne il 4 novembre 1921 in occasione della Giornata dell'Unità Nazionale e delle Forze Armate e da allora la sua tomba è sempre vigilata da un picchetto d'onore e da due fiamme eterne. La cerimonia fu la più importante e partecipata manifestazione patriottica dell'Italia unita: vi prese parte un milione di persone. Tale celebrazione rappresentò anche il recupero, da parte degli italiani, di quello spirito patriottico che era stato messo a dura prova dalle sofferenze patite durante il sanguinoso conflitto. L'Altare della Patria, pensato inizialmente come ara della dea Roma, divenne quindi anche sacello del Milite Ignoto.
Parteciparono anche i socialisti. Costoro, come già accennato, erano legati a un'ideologia internazionalistica per definizione e, quindi, furono ufficialmente avversi a questa celebrazione dai vistosi connotati patriottici. Inoltre le forze politiche socialiste, durante il dibattito parlamentare che aveva portato l'Italia a partecipare alla prima guerra mondiale, erano in parte contrarie a un intervento diretto del Paese in questo conflitto. Ciononostante, i socialisti resero comunque onore al Milite Ignoto, definendolo «proletario straziato da altri proletari».
Il Vittoriano fu così consacrato alla sua valenza simbolica definitiva diventando – grazie al richiamo della figura di Vittorio Emanuele II di Savoia e alla presenza dell'Altare della Patria – un tempio laico dedicato metaforicamente all'Italia libera e unita e celebrante – in virtù della tumulazione del Milite Ignoto – il sacrificio per la patria e per gli ideali nazionali.

### Il completamento

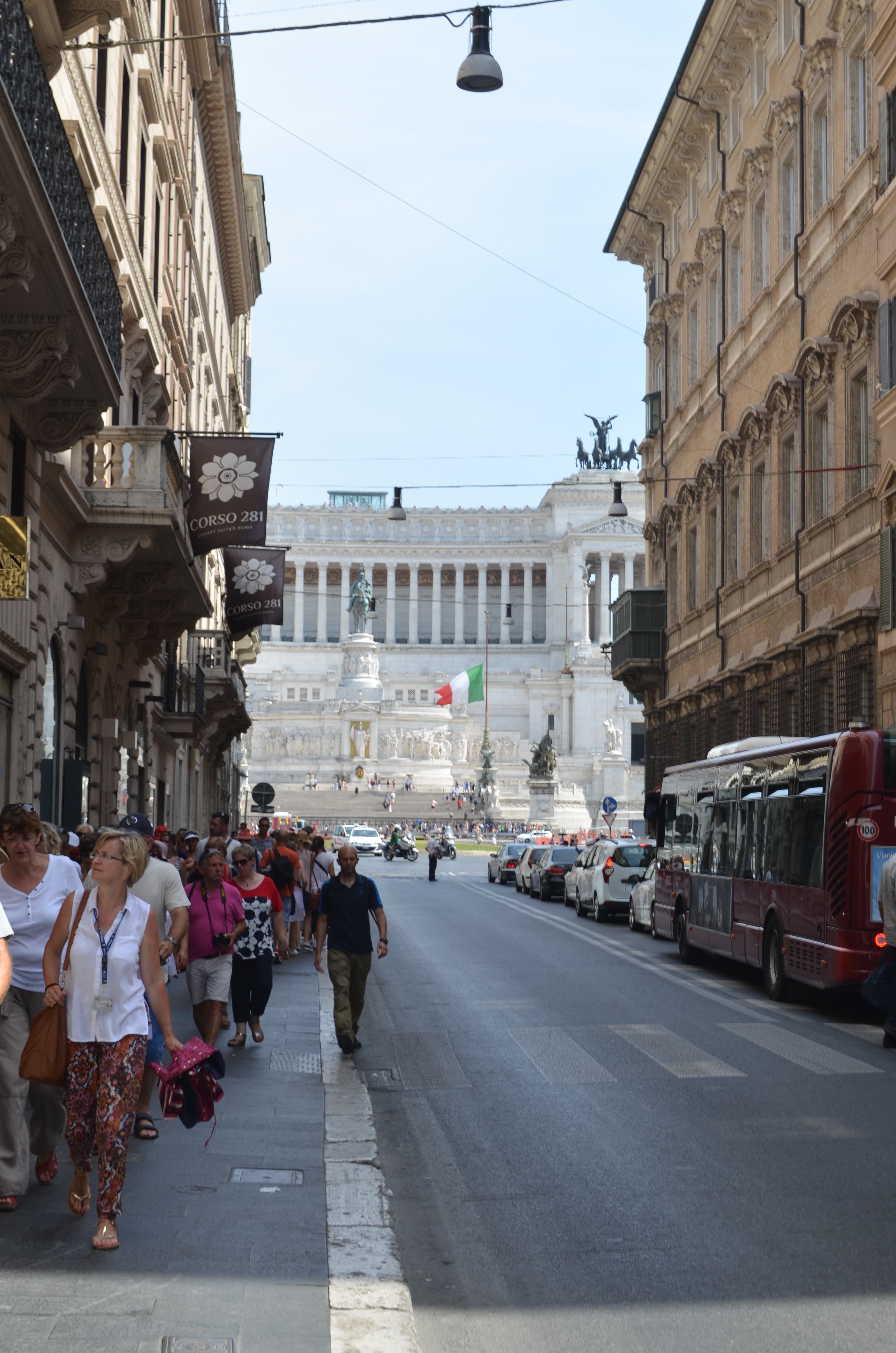
Il Vittoriano visto da via del Corso

Nel 1925, in occasione del Natale di Roma (21 aprile), fu inaugurata la parte mancante dell'Altare della Patria, ovvero le sculture realizzate da Angelo Zanelli che affiancano la statua della dea Roma. Con la realizzazione della quadriga dell'Unità e della quadriga della Libertà, che furono poste sui rispettivi propilei fra il 1924 e il 1927, gli spazi esterni del Vittoriano poterono dirsi completati. Intanto il 19 febbraio 1921 era stata sciolta la "Commissione Reale per il Monumento a Vittorio Emanuele II".
Nel 1928 si decise di sistemare l'area adiacente al Vittoriano aprendo via del Teatro di Marcello. Ciò comportò lo smantellamento della seicentesca Chiesa di Santa Rita da Cascia in Campitelli, che sorgeva alle pendici della scalinata della basilica dell'Ara Coeli e che fu ricostruita, dieci anni più tardi, nei pressi del teatro di Marcello. I lavori di scavo portarono alla luce l'insula dell'Ara Coeli, risalente al II secolo d.C. e ancora oggi visibile sul lato sinistro del Vittoriano. La sistemazione dell'area intorno al monumento fu completata tra il 1931 e il 1933 dall'architetto Raffaele De Vico, che progettò le due esedre alberate e sistemate a gradoni di travertino.
La cripta del Milite Ignoto fu invece inaugurata durante la manifestazione del 24 maggio 1935, che era dedicata al ventennale dell'entrata in guerra dell'Italia nel primo conflitto mondiale. Questo ambiente è situato sotto la statua equestre di Vittorio Emanuele II, in corrispondenza dell'Altare della Patria. Sulla cripta si affaccia il lato interno del sacello del Milite Ignoto, mentre quello esterno è parte integrante dell'Altare.

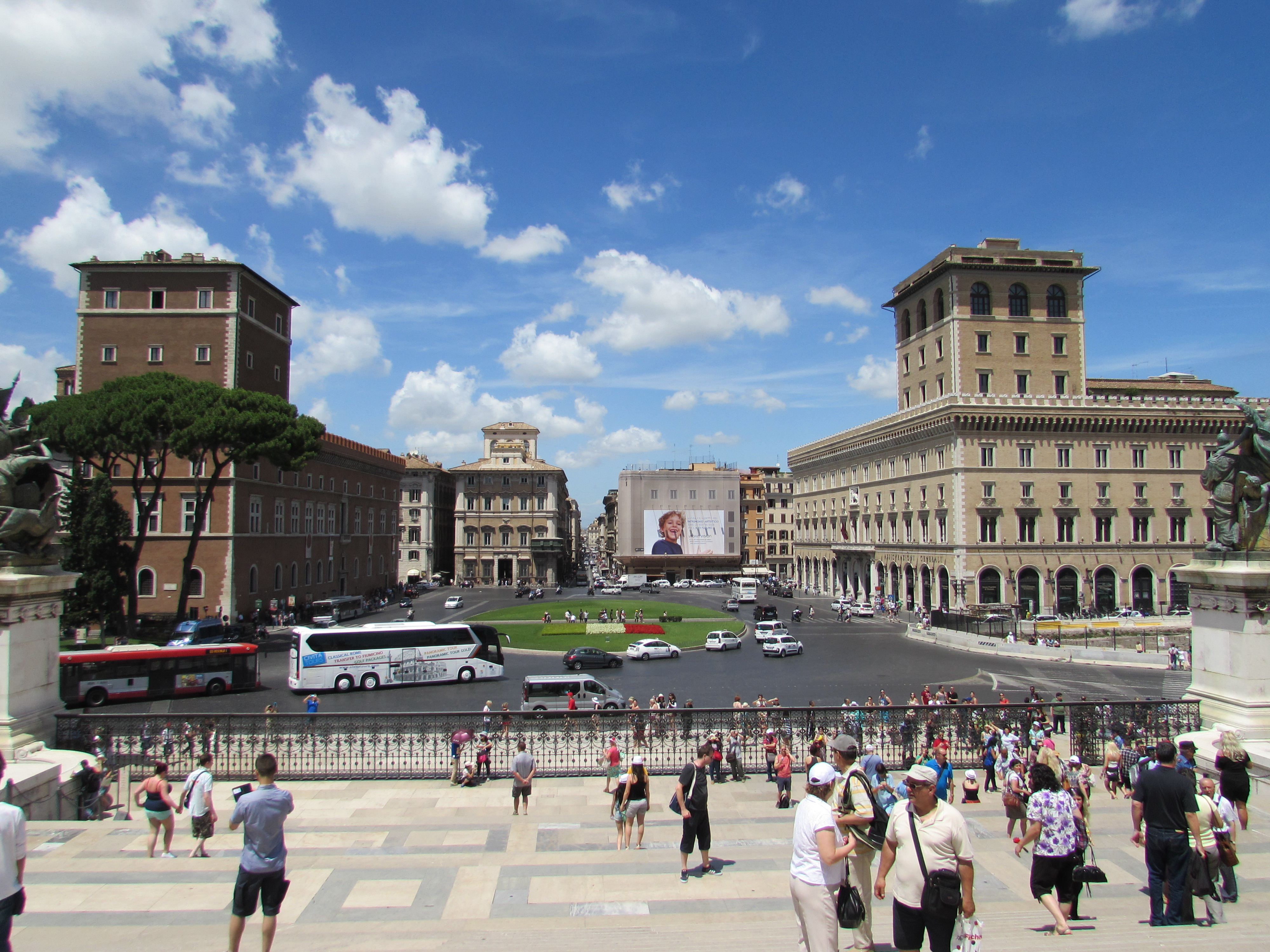
Piazza Venezia vista dall'ingresso del Vittoriano. Al centro è presente una siepe dalla foggia e dai colori della bandiera d'Italia.

I lavori di completamento del Vittoriano ebbero luogo alla fine nel 1935 e riguardarono la realizzazione del Museo centrale del Risorgimento, inaugurato e aperto al pubblico soltanto nel 1970. Nell'occasione fu prevista anche la creazione di un Sacrario delle Bandiere, deputato a ospitare un'esposizione delle bandiere militari italiane storiche. I suoi prodromi furono il trasferimento all'interno del Vittoriano delle bandiere di guerra dei reggimenti disciolti che in precedenza si trovavano a Castel Sant'Angelo: anche il Sacrario delle Bandiere divenne visitabile solamente più tardi, il 4 novembre 1968, in occasione della Giornata dell'Unità Nazionale e delle Forze Armate.
Il completamento degli spazi interni, compresa la cripta del Milite Ignoto (con mosaici di Giulio Bargellini), è da attribuire ad Armando Brasini, già direttore artistico del Vittoriano. Lo stesso architetto si occupò anche del prospetto laterizio a contrafforti su via di San Pietro in Carcere. In questo contesto, nel 1939, la gestione del Vittoriano passò dal Ministero dei lavori pubblici a quello della pubblica istruzione.

### Il fascismo
La conclusione della prima guerra mondiale e gli esiti del trattato di Versailles lasciarono amareggiato il governo italiano che, secondo il patto di Londra sottoscritto nell'aprile 1915 con la Triplice intesa, a ostilità terminate avrebbe potuto annettere tra gli altri territori anche la Dalmazia settentrionale. Al contrario, eccettuata la città di Zara, l'area fu inglobata dal Regno dei Serbi, Croati e Sloveni nato dalla dissoluzione dell'Impero austro-ungarico. Pure le promesse di mandati della Società delle Nazioni (sostanzialmente alcune ex colonie tedesche e parte delle terre non turche che erano appartenute all'Impero ottomano) rimasero disattese, e all'Italia furono assegnate solo piccole compensazioni territoriali in favore delle colonie che già possedeva. Di conseguenza nacque il mito della "vittoria mutilata" che fu rapidamente fatto proprio dal fascismo, questione politica strumentale al richiamo delle sofferenze e dei sacrifici patiti dal popolo italiano durante la guerra. Quindi il Vittoriano, per la seconda volta, mutò il suo significato metaforico: pur mantenendo l'esteriorità di tempio laico, si trasformò in uno dei simboli del riscatto militare dell'Italia, del patriottismo e della capacità bellica del Paese, ponendo in secondo piano la celebrazione di Vittorio Emanuele II e la natura di moderno foro.

1936: sfilata lungo via dell'Impero per la Decima Leva Fascista, ovvero la decima cerimonia con la quale i Balilla aventi 14 anni passano alle Avanguardie. Sullo sfondo il Vittoriano.

I prodromi alla politicizzazione del monumento si ebbero già nel 1920, prima della tumulazione del Milite Ignoto (1921) e della marcia su Roma (1922), per via di manifestazioni antisocialiste e antibolsceviche organizzate dai partiti nazionalisti e patriottici che ebbero luogo al Vittoriano prima delle elezioni amministrative dell'ottobre 1920 e delle elezioni politiche del maggio 1921. A seguito della marcia su Roma e della presa del potere da parte di Mussolini, il Vittoriano divenne uno dei palcoscenici per le manifestazioni del regime. Inoltre sulle sue scalinate si assiepava parte del pubblico che assisteva ai discorsi proferiti da Mussolini dal balcone di Palazzo Venezia, aggettante sull'omonima piazza.

Re Vittorio Emanuele III consegna una medaglia d'oro all'Altare della Patria alla presenza di Benito Mussolini (10 giugno 1942)

Per fissare il Vittoriano nell'immaginario collettivo degli italiani, dalla fine degli anni 1920 il fascismo avviò un'imponente opera propagandistica, avvalendosi anche della nascente industria cinematografica italiana: l'edificio divenne una presenza costante nei filmati di regime, il cui sfondo era spesso il panorama di Roma. Dal 1928 al 1943 il Vittoriano comparve in 249 filmati distribuiti nei cinema italiani; 168 di queste apparizioni (il 67,5%) erano legate a un omaggio al Milite Ignoto, 81 (il restante 32,5%) furono teatro di una manifestazione fascista organizzata tra le sue mura.
In questo contesto l'architetto e ingegnere Gustavo Giovannoni propose la costruzione, nei pressi di piazza di Spagna, di un monumento paragonabile al Vittoriano che celebrasse l'Italia fascista, progetto che non ebbe mai seguito. Questo non fu l'unico punto di contatto tra l'Italia liberale e quella fascista: entrambe avevano l'obiettivo di forgiare una nuova Italia e ambedue avevano tendenze imperialistiche. Ciò che invece le differenziava era il modo con cui volevano perseguire questo obiettivo: l'Italia liberale lasciando il libero arbitrio ai cittadini, il regime fascista con la coercizione e le violenze.
Durante il ventennio, il Vittoriano svolse spesso il ruolo scenografico di sfondo solenne e spettacolare per le parate militari che da via dell'Impero (la moderna via dei Fori Imperiali) arrivavano sotto il balcone di Palazzo Venezia. Il monumento mantenne un certo ruolo nella cornice nazionalista fascista anche perché accoglieva il Milite Ignoto, cui il regime rendeva spesso omaggio. Anche l'Ara dei caduti fascisti, che si trovava sul colle del Campidoglio, aveva un ruolo analogo.

### L'oblio

Come da prassi per i capi di Stato esteri in visita in Italia, John Fitzgerald Kennedy si appresta a rendere omaggio al Milite Ignoto accompagnato dal ministro della difesa Giulio Andreotti (1º luglio 1963)

Con la caduta del fascismo (25 luglio 1943) e la fine della seconda guerra mondiale in Europa (8 maggio 1945) in Italia poté avvenire una svolta democratica e, in conseguenza del referendum del 2 giugno 1946, nacque la Repubblica Italiana. Il Vittoriano fu svuotato dai contenuti militareschi associatigli dal fascismo e tornò alla precedente funzione di tempio laico. Da quel momento l'Altare della Patria è tornato a essere il teatro di manifestazioni simboliche che rappresentano l'intero popolo italiano. Le più importanti si svolgono annualmente in occasione dell'Anniversario della liberazione d'Italia (25 aprile), della Festa della Repubblica Italiana (2 giugno) e della Giornata dell'Unità Nazionale e delle Forze Armate (4 novembre), durante le quali il Presidente della Repubblica Italiana e le massime cariche dello Stato rendono omaggio al sacello del Milite Ignoto con la deposizione di una corona d'alloro.
Dagli anni 1960 in poi, però, il Vittoriano andò incontro al disinteresse, se non quando nello sprezzo. Non era infatti più considerato uno dei simboli dell'identità nazionale; rappresentava anzi, con la sua mole neoclassica, un'ingombrante testimonianza del passato italiano, del fascismo, del colonialismo, delle tragedie della prima metà del secolo. Complice il sempre più evidente stato di abbandono, le celebrazioni che vi avvenivano erano sempre meno partecipate, incluse quelle che interessavano il Milite Ignoto. Da più parti si giunse anche a proporre di abolirle oppure di trasferirle altrove, perché era ancora vivo il ricordo delle adunate fasciste. Pertanto il Vittoriano, progressivamente, scivolò in una damnatio memoriae che causò la sua temporanea esclusione dall'immaginario collettivo italiano.

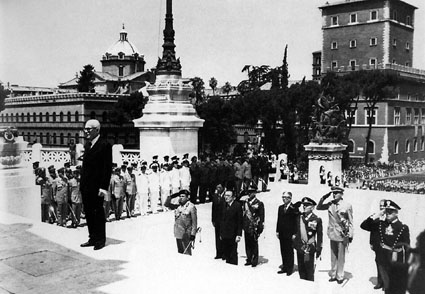
Il Presidente della Repubblica Sandro Pertini rende omaggio al Milite Ignoto

A questo si aggiunse la dolorosa memoria delle demolizioni e degli sventramenti di interi isolati storici di Roma, proseguiti per decenni sotto i governi liberali o durante la dittatura. Anche da parte delle istituzioni ci fu un mutamento: da eventi coinvolgenti e emozionanti si passò a commemorazioni rituali e asettiche, svolte per ordinaria necessità e con poco trasporto pubblico. Pure piazza Venezia, in conseguenza dell'espansione urbanistica di Roma nel dopoguerra e dell'incremento esponenziale del traffico veicolare, si tramutò in un semplice nodo nevralgico del sistema stradale cittadino.
Il 12 dicembre 1969 il Vittoriano fu luogo di un attentato: attorno alle 17:30 scoppiarono due bombe, a dieci minuti l'una dall'altra, in concomitanza alla strage di piazza Fontana a Milano. Presso il monumento non si ebbero comunque vittime. Gli ordigni erano stati collocati lateralmente, in corrispondenza di ciascun propileo: uno di essi riuscì a scardinare la porta del Museo centrale del Risorgimento (lanciata via per sette metri) e a infrangere le vetrate della basilica di Santa Maria in Aracoeli. La seconda detonazione rese pericolante il basamento di un pennone. A causa dei danni riportati il Vittoriano fu chiuso al pubblico e tale restò per trent'anni: d'altronde l'edificio magniloquente era ormai ignorato e la sua utilità non era più sentita o riconosciuta.

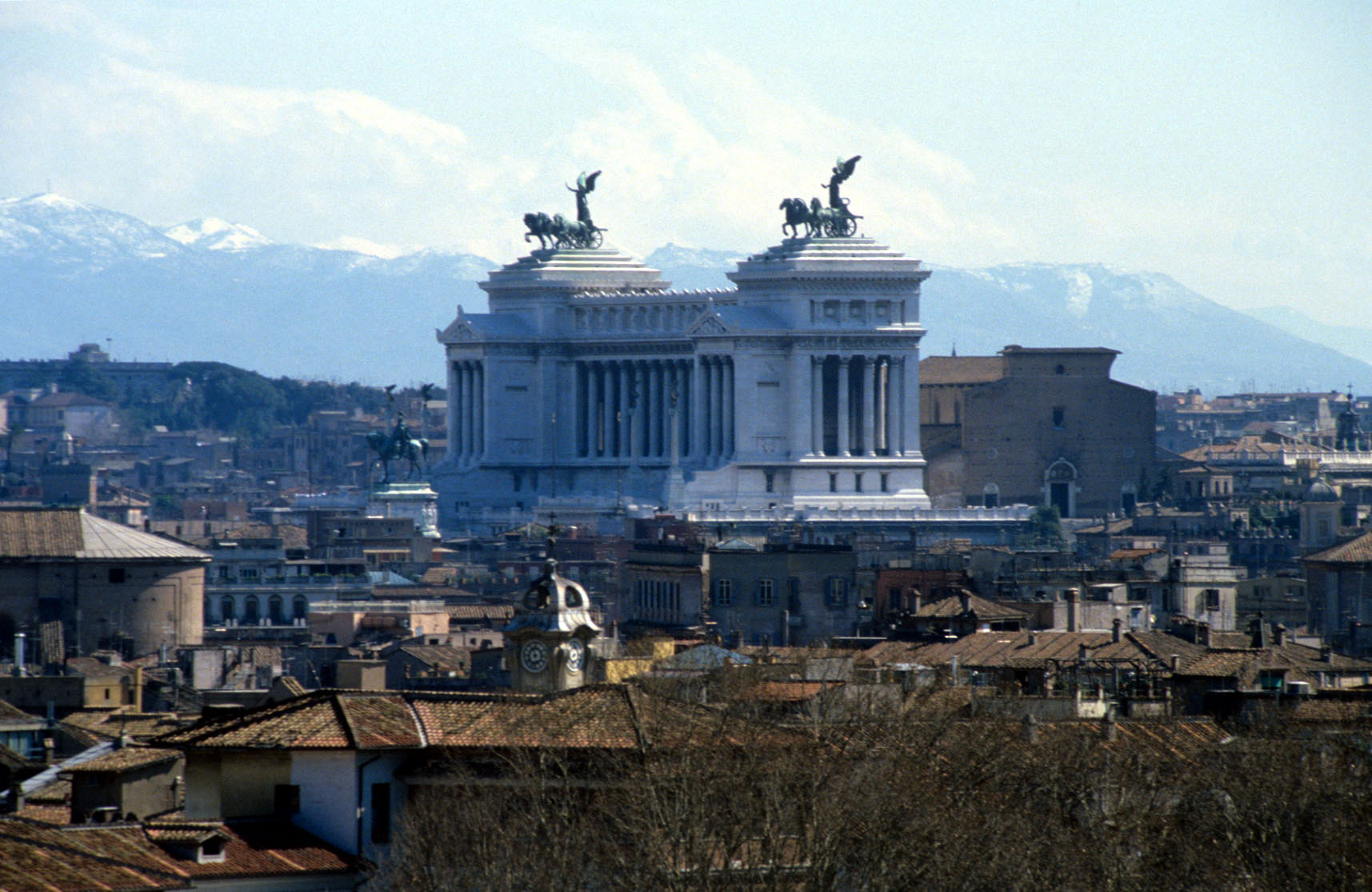
Il Vittoriano si staglia sul paesaggio di Roma in una foto del 1988

Sulla scia del clima politico degli anni 1970 e a causa della chiusura al pubblico, il Vittoriano conobbe un lungo periodo di oblio da parte sia delle istituzioni sia dei cittadini. Nel 1975 passò in carico dal Ministero della pubblica istruzione al neonato Ministero per i beni culturali, dicastero cui tuttora compete. Nel 1981, tramite decreto datato 20 maggio, il ministero dichiarò l'importanza storica e artistica del Vittoriano, riallacciandosi alla precedente legge n. 1089 del 1º giugno 1939.
Alla fine degli anni 1980 sorse un movimento d'opinione, guidato da Ludovico Quaroni, che ne voleva la "ruderizzazione", ossia il completo abbandono a sé stesso, cui sarebbe dovuta seguire una fase di smantellamento parziale, con l'asportazione delle opere artistiche più importanti (che sarebbero state musealizzate) e la conversione del monumento a semplice passeggiata sopraelevata: ciò avrebbe richiesto anche l'abbattimento delle sezioni più imponenti e simboliche, come parte del sommoportico e dei propilei. In questo modo il Vittoriano non sarebbe più spiccato agli occhi dei visitatori e avrebbe avuto una monumentalità paragonabile a quella degli edifici circostanti.

### La riscoperta

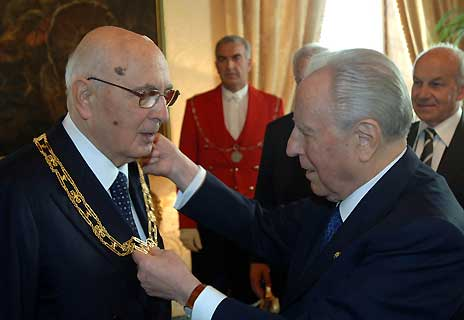
Il neo-eletto Presidente della Repubblica Giorgio Napolitano riceve dal Presidente uscente Carlo Azeglio Ciampi le insegne di Cavaliere di gran croce decorato di gran cordone dell'OMRI (15 maggio 2006)

Fu il Presidente della Repubblica Carlo Azeglio Ciampi, all'inizio del XXI secolo, a iniziare un'opera di riscoperta e di valorizzazione dei simboli patri italiani, Vittoriano compreso. Grazie all'iniziativa di Ciampi esso ha riacquisito l'importanza simbolica che aveva un tempo. L'operato di Ciampi è stato ripreso e continuato anche dal suo successore, Giorgio Napolitano, con particolare risalto durante le celebrazioni del 150º anniversario dell'Unità d'Italia.
Nello specifico, il monumento fu reso nuovamente accessibile al pubblico su pressioni di Carlo Azeglio Ciampi il 24 settembre 2000, dopo un accurato restauro e in occasione della cerimonia di apertura dell'anno scolastico 2000-2001, la cui parte più importante avvenne proprio al Vittoriano alla presenza del Presidente della Repubblica. Nel 2003 Ciampi si espresse così, parlando alle scuole: …questo monumento sta vivendo una seconda giovinezza. Lo riscopriamo simbolo dell'eredità di valori che le generazioni del Risorgimento ci hanno affidato. Le fondamenta di questi valori sono qui incise nel marmo: l'unità della Patria, la libertà dei cittadini.

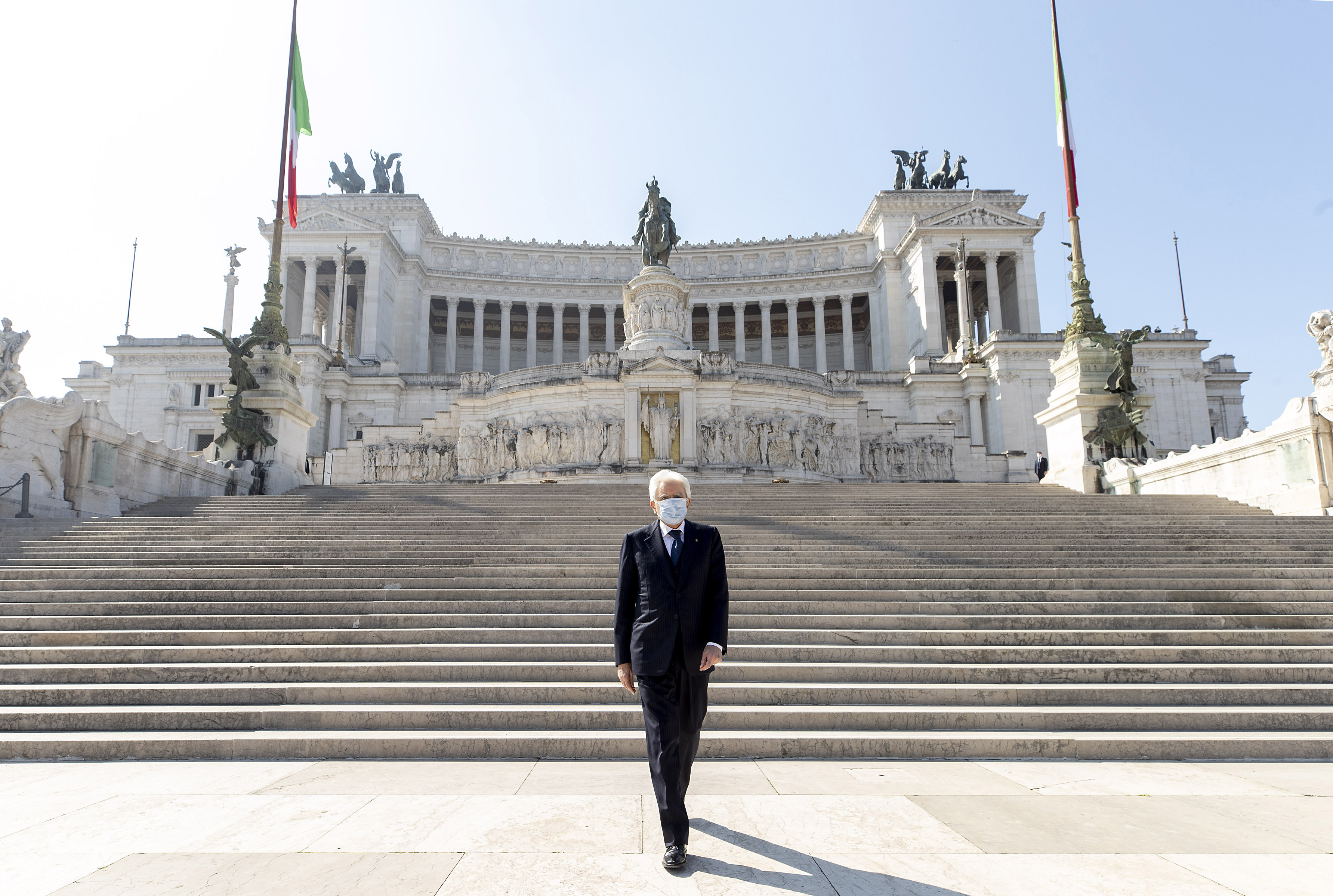
25 aprile 2020: nel corso del lockdown proclamato subito dopo lo scoppio della pandemia di COVID-19 in Italia, il Presidente della Repubblica Sergio Mattarella rende omaggio al Milite Ignoto in occasione del 75º anniversario della liberazione.

Dal 4 novembre 2000 le cerimonie simbolicamente più importanti (Anniversario della liberazione d'Italia il 25 aprile, Festa della Repubblica Italiana il 2 giugno, Giornata dell'Unità Nazionale e delle Forze Armate il 4 novembre) avvengono stabilmente presso il monumento. Questa rinascita del Vittoriano è andata di pari passo con la costante e crescente opera di valorizzazione degli altri simboli patri italiani. Il Vittoriano è anche diventato importante sede museale di collezioni inerenti all'identità nazionale italiana: gli spazi espositivi presenti (il Museo centrale del Risorgimento e il Sacrario delle Bandiere) sono stati rilanciati con un'opera di potenziamento e aggiornamento che li ha resi sempre più frequentati.
Alla riscoperta del valore simbolico del Vittoriano si accompagna oggi anche un più sereno giudizio del suo valore artistico che, come per ogni monumento, deve essere contestualizzato nella sua epoca di costruzione: il monumento è oggi visto dalla più aggiornata critica d'arte come un ottimo esempio dell'arte italiana di fine Ottocento e un importante passo nella ricerca dello "stile nazionale" che doveva caratterizzare il Regno d'Italia da poco costituito. Il Vittoriano riveste questo ruolo sia di per sé stesso, sia per le numerosissime opere d'arte che accoglie, tra Neoclassicismo, Eclettismo e Liberty.
Il Vittoriano rimane proprietà del Ministero dei beni culturali che, dal 1º febbraio 2005, lo ha gestito tramite la Direzione regionale per i beni culturali e paesaggistici del Lazio, poi Direzione regionale Musei Lazio. Nel dicembre 2019 il monumento è stato unito al vicino Museo nazionale di Palazzo Venezia in un'unica amministrazione, creando l'istituto VIVE, nuovo ente dotato di autonomia speciale.

## Pianta del Vittoriano
| 1. Ingresso del Vittoriano con cancellata artistica di Manfredo Manfredi; 2. Gruppo scultoreo Il Pensiero di Giulio Monteverde; 3. Gruppo scultoreo L'Azione di Francesco Jerace; 4. Fontana dell'Adriatico di Emilio Quadrelli; 5. Gruppo scultoreo La Forza di Augusto Rivalta; 6. Gruppo scultoreo La Concordia di Lodovico Pogliaghi; 7. Fontana del Tirreno di Pietro Canonica; 8. Gruppo scultoreo Il Sacrificio di Leonardo Bistolfi; 9. Gruppo scultoreo Il Diritto di Ettore Ximenes; 10. Leoni alati di Giuseppe Tonnini (una statua per lato); 11. Scalinata d'ingresso; 12. Vittoria alata su rostro di Edoardo Rubino; 13. Vittoria alata su rostro di Edoardo De Albertis; 14. Altare della Patria, che ospita la tomba del Milite Ignoto; 15. Statua della Dea Roma di Angelo Zanelli; 16. Statue delle quattordici città nobili di Eugenio Maccagnani; 17. Statua equestre di Vittorio Emanuele II di Enrico Chiaradia; 18. Vittoria alata su colonna trionfale di Nicola Cantalamessa Papotti; 19. Vittoria alata su colonna trionfale di Adolfo Apolloni; 20. Propileo con colonnato sulla cui sommità è presente la Quadriga dell'Unità di Carlo Fontana; 21. Vittoria alata su colonna trionfale di Mario Rutelli; 22. Vittoria alata su colonna trionfale di Cesare Zocchi; 23. Propileo con colonnato sulla cui sommità è presente la Quadriga della Libertà di Paolo Bartolini; 24. Sommoportico con colonnato; sul cornicione sono presenti le statue rappresentanti le regioni d'Italia; sulla terrazza sotto allo stilobate, ci sono i cippi delle città redente. | Piantina schematica del Vittoriano |

## Opere architettoniche e artistiche

### Generalità

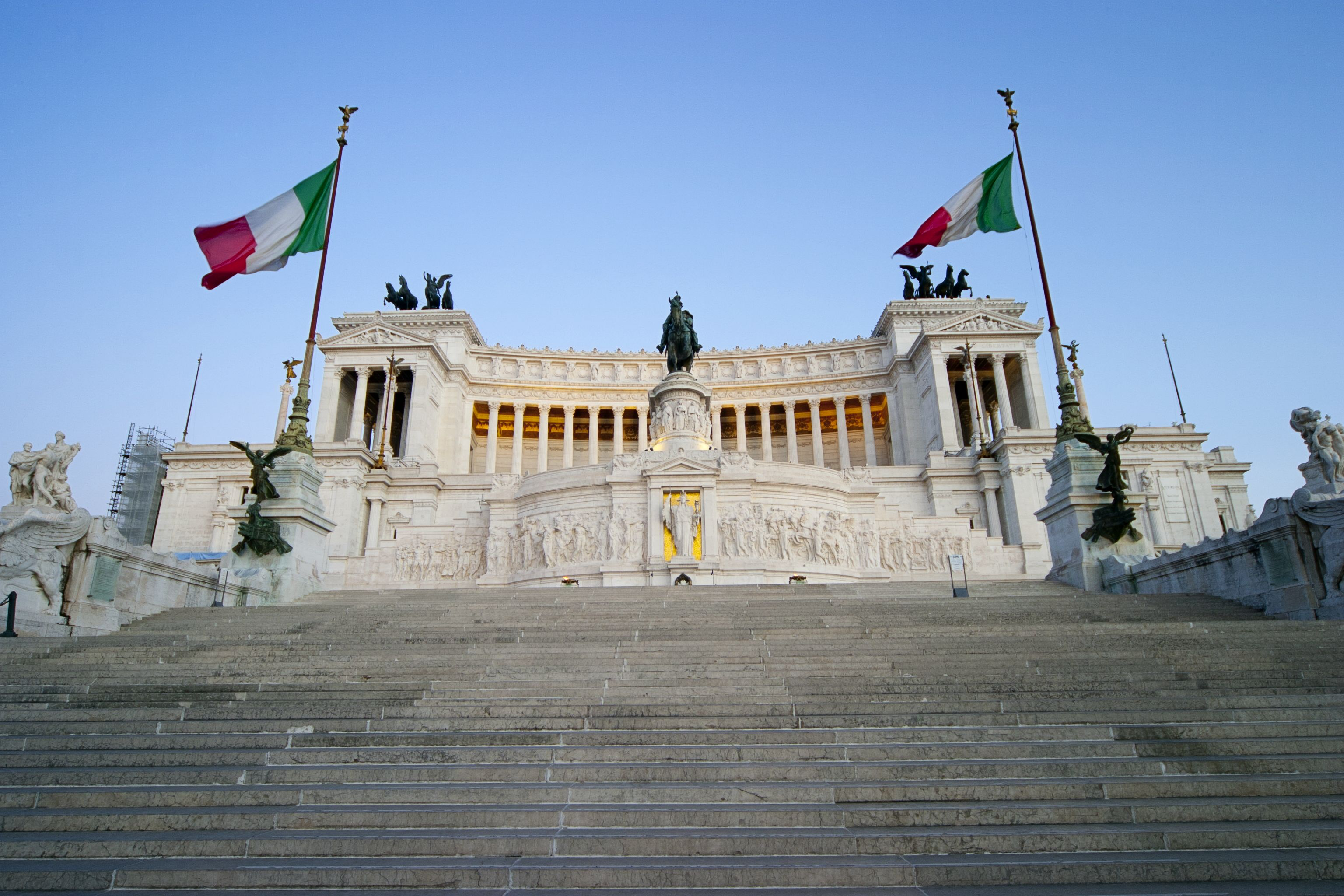
La scalinata d'ingresso che porta all'Altare della Patria (al centro), sotto la statua equestre di Vittorio Emanuele II. Sulla sommità del Vittoriano si notano i due propilei e l'imponente colonnato centrale del sommoportico

Sviluppandosi sul colle del Campidoglio, il Vittoriano si erge nel centro simbolico della Roma antica ed è collegato a quella moderna grazie alle strade che si dipartono a raggiera da piazza Venezia. Il complesso monumentale del Vittoriano è alto 70 metri (81 metri comprese le quadrighe di coronamento dei due propilei), largo 135 metri, profondo 130 metri, occupa una superficie di 17 550 metri quadrati e possiede, grazie al cospicuo sviluppo degli spazi interni, una superficie calpestabile di 717 000 metri quadrati. La scalinata d'ingresso è larga 41 metri e lunga 34 metri, la terrazza dove è situato l'Altare della Patria è larga 66 metri. La profondità massima dei sotterranei del Vittoriano raggiunge la quota di 17 metri sotto il livello stradale. Il colonnato è formato da colonne alte 15 metri e la lunghezza del porticato è pari 72 metri. Dal giugno 2007 è possibile salire alla terrazza delle quadrighe usufruendo di un ascensore: questa terrazza, che è la più alta del monumento, è anche raggiungibile tramite 196 scalini che partono dal sommoportico.
Gli elementi architettonicamente preponderanti del Vittoriano sono le scalinate esterne, costituite nel complesso da 243 gradini, e il portico situato sulla sommità del monumento, inserito tra due propilei laterali. Il portico del Vittoriano è detto "sommoportico" per la sua posizione sopraelevata (da "sommo", ossia "alto", "grande", "parte più elevata"). Altro elemento architettonicamente rilevante è l'ampio colonnato di ordine corinzio che caratterizza il sommoportico e i due propilei.

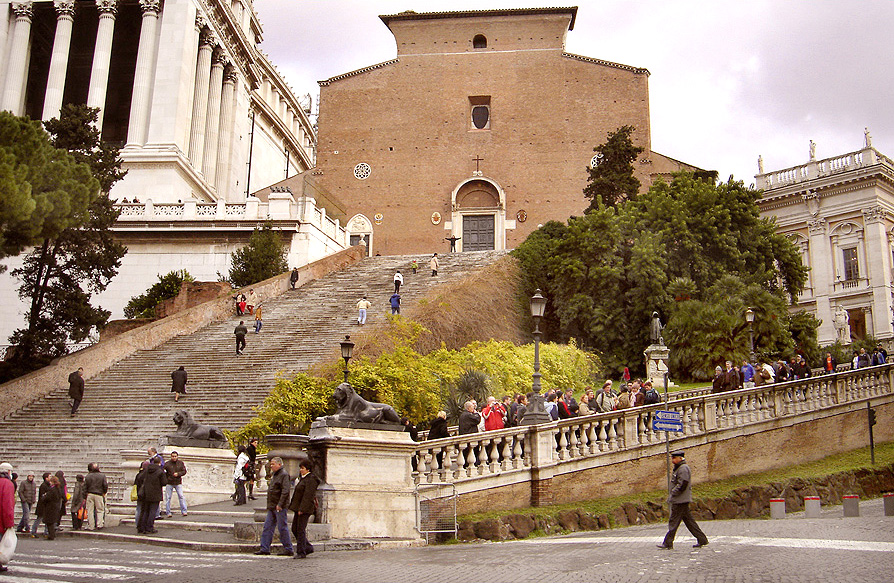
La basilica dell'Ara Coeli. Sulla sinistra si intravede il Vittoriano

Le allegorie (ovvero i concetti astratti espressi attraverso immagini concrete) delle opere artistiche del Vittoriano rappresentano, secondo i canoni dello stile Neoclassico, perlopiù le virtù e i sentimenti, spesso resi con personificazioni, che animarono gli italiani nelle lotte per l'unità nazionale durante il Risorgimento, inteso come periodo che va dai moti del 1820-1821 alla presa di Roma (1870), o, secondo altri, alla vittoria nella prima guerra mondiale. Nel Vittoriano è cospicua la presenza di statue raffiguranti Vittorie alate, sia in marmo sia in bronzo, che simboleggiano il buon auspicio il buon auspicio avuto nella realizzazione dell'unità nazionale italiana.
Sono numerose anche le opere artistiche che richiamano la storia dell'antica Roma. Fin dalla sua inaugurazione il complesso del Vittoriano celebra infatti anche la grandezza e la maestà di Roma, che è eletta al ruolo di legittima capitale d'Italia. Diversi poi sono i simboli vegetali presenti, fra i quali la palma (che richiama la vittoria), la quercia (la forza), l'alloro (la pace vittoriosa), il mirto (il sacrificio) e l'ulivo (la concordia). Tutte le opere d'arte realizzate per il Vittoriano hanno impegnato i maggiori artisti allora attivi in Italia.

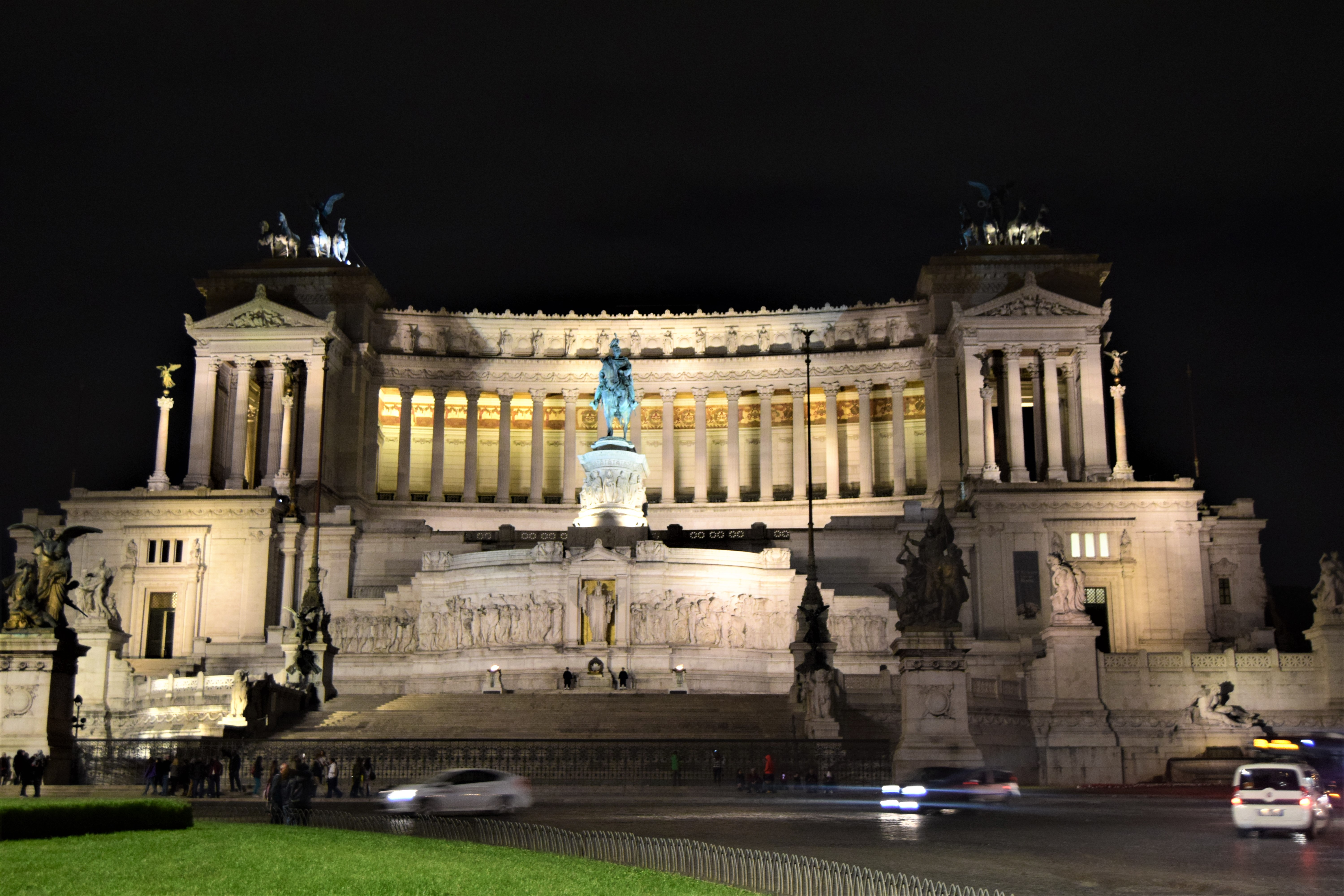
Il Vittoriano di notte

Nel Vittoriano sono diffusi significati allegorici che, nelle intenzioni dei loro realizzatori, avrebbero dovuto essere chiari e univoci. Secondo alcuni autori, però, questo obiettivo non fu raggiunto, visto che le opere, a loro parere, hanno spesso subito delle interpretazioni ambigue. Chi sostiene quest'ambivalenza intrinseca del Vittoriano ne trova le cause nel Risorgimento che, secondo la visione revisionistica, fu caratterizzato da una natura duale: da una parte ci sarebbero stati i patrioti, dall'altra la maggioranza silenziosa, formata principalmente da contadini e dalla classe media, che sarebbe rimasta indifferente al processo di unificazione italiana. Gli stessi patrioti avevano d'altronde vedute diverse sul futuro sistema di governo italiano: fin dall'inizio furono infatti divisi in centralisti e federalisti, in monarchici e repubblicani. Tutti, in ogni caso, si riconoscevano nella stessa bandiera tricolore e condividevano gli stessi ideali di unità e di indipendenza.
A ciò va aggiunta la stratificazione storica e la profonda differenza di impiego pubblico del Vittoriano, in particolare il contrasto politico tra l'Italia liberale e quella fascista nel diffondere i rispettivi messaggi politici. Se l'Italia liberale vedeva nel Vittoriano un tempio laico dove celebrare metaforicamente l'unità e la libertà della patria, il fascismo considerava il monumento come un palcoscenico dove ostentare la potenza militare aggressiva del Paese. Infine, dalla nascita della Repubblica Italiana esso è considerato come il "foro della Repubblica".

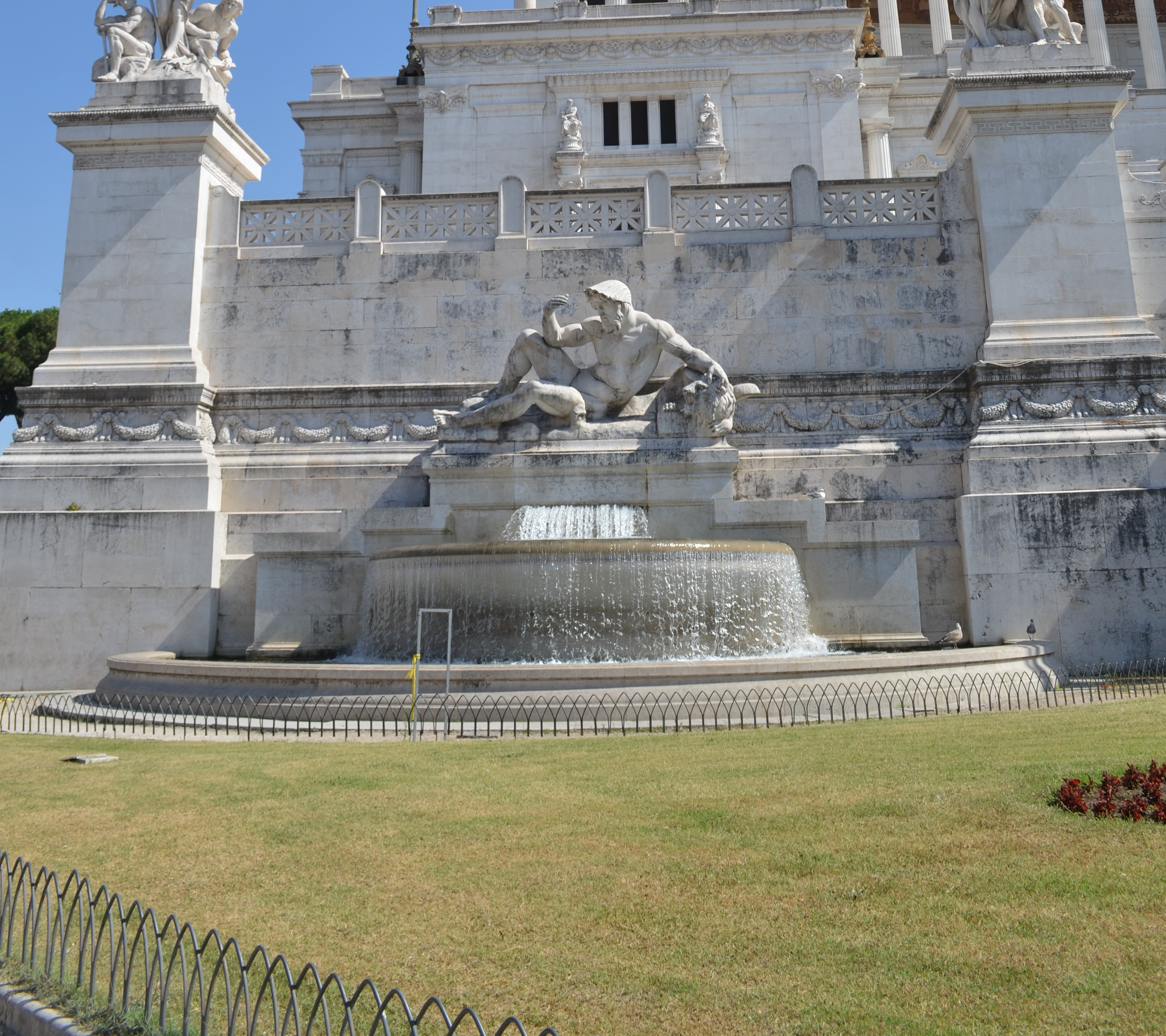
La Fontana dell'Adriatico

Da un punto di vista stilistico, l'architettura e le opere d'arte che impreziosiscono il Vittoriano sono state concepite con l'obiettivo di creare uno "stile nazionale", un modello da utilizzare poi anche in altri ambiti. Era questa, infatti, l'esigenza manifestata dai critici d'arte nei primi decenni di unità, in cui la nazione metteva a punto la sua identità anche dal punto di vista artistico. Questo "stile nazionale", secondo Camillo Boito che ne fu il teorico, non poteva essere nuovo di pianta, ma anzi, per avere indole compiutamente nazionale, avrebbe dovuto collegarsi alle architetture italiane del passato; lo studio dei classici, però, doveva essere considerato un punto di partenza e non di arrivo. Questa era la responsabilità sentita da Sacconi nel suo progetto.
In tale ambito, per la realizzazione del Vittoriano, Giuseppe Sacconi prese spunto dall'architettura neoclassica, l'erede dell'architettura classica greca e romana, sulla quale furono innestati elementi italici secondo lo spirito dell'Eclettismo. Sacconi tenne presente anche lo stile architettonico in voga durante il Secondo Impero francese di Napoleone III (1852-1870), che fu assai comune nei nuovi edifici costruiti a Parigi in quel periodo, portando alla completa trasformazione della capitale francese. Questo stile era infatti l'unico che egli apprezzasse tra quelli a lui contemporanei, pur non condividendone l'eccessivo decorativismo e la sontuosità. Secondo alcuni autori, Sacconi si sarebbe ispirato inoltre alle forme utilizzate, anche in ambito coloniale, da diverse nazioni imperialiste dell'epoca come il Regno Unito, la Francia, l'Impero tedesco e il Belgio.

### Le fontane dei due mari
Addossate al basamento esterno del Vittoriano, ai lati della cancellata d'ingresso di piazza Venezia, si trovano le "fontane dei due mari" che sono dedicate al mare Adriatico e al mar Tirreno. Entrambe sono inserite in un'aiuola e possiedono, fin dall'origine, un sistema idraulico che ne ricicla l'acqua evitando gli sprechi. Un tempo era anche attiva una cisterna da 500 000 litri d'acqua, poi abbandonata, che si trova nei sotterranei del monumento. Le due fontane rappresentano dunque i due maggiori mari italiani e, pertanto, in quest'ottica il Vittoriano viene assimilato alla penisola italiana. In questo modo è rappresentato, anche geograficamente, l'intero Paese. A destra della fontana dell'Adriatico si osservano i resti del sepolcro di Gaio Publicio Bibulo, monumento dell'epoca repubblicana e importante punto di riferimento per la toponomastica romana antica.

### Le scalinate esterne e le terrazze

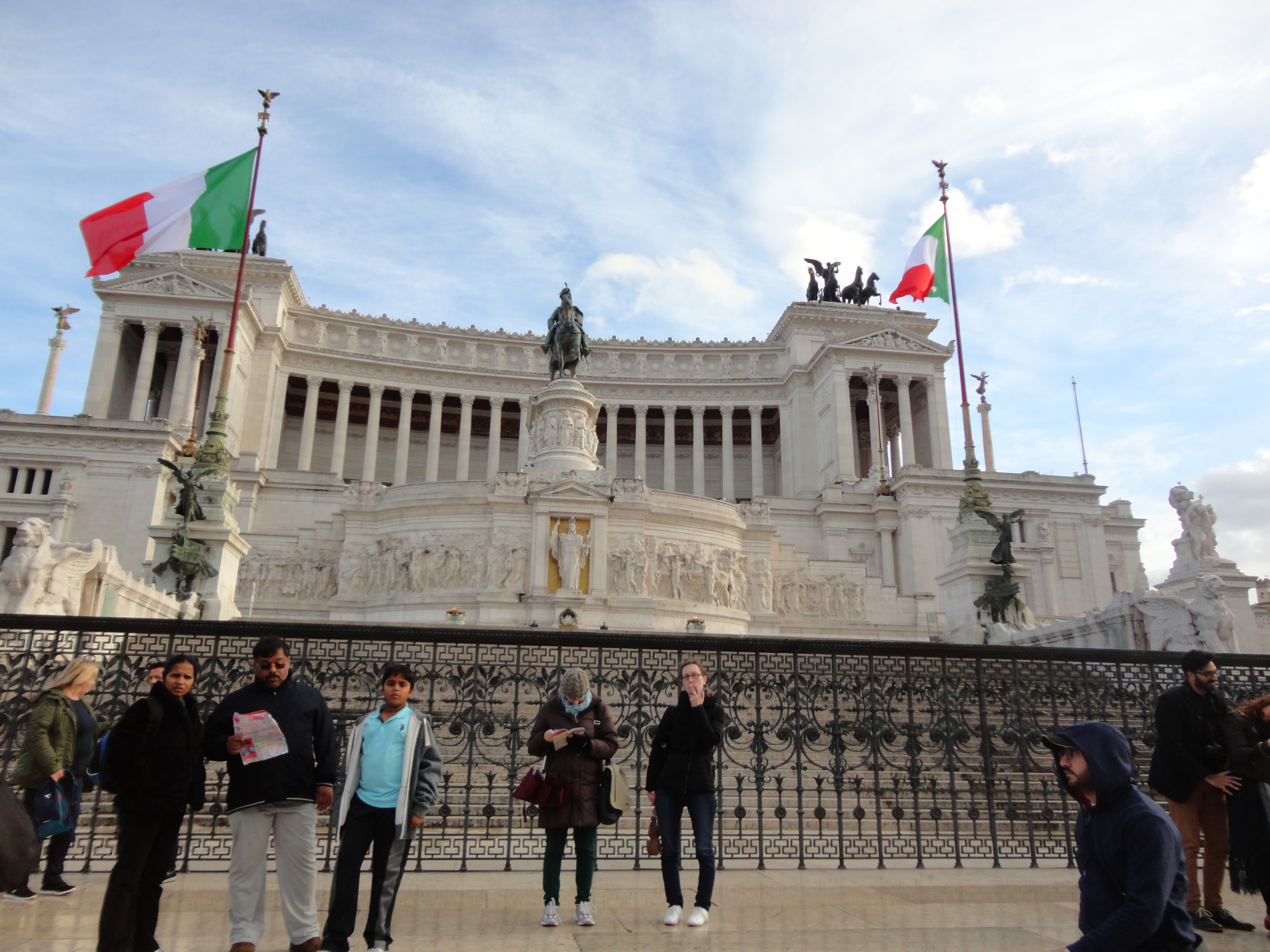
La cancellata artistica che chiude l'ingresso del Vittoriano

Le scalinate esterne del Vittoriano si adattano ai fianchi del versante settentrionale del Campidoglio e conducono, partendo dall'ingresso di piazza Venezia, alla terrazza dell'Altare della Patria, quindi alla terrazza delle città redente (quella immediatamente al di sotto del colonnato del sommoportico) e infine alle terrazze dei due propilei, che si affiancano al sommoportico costituendone gli ingressi.
Il Vittoriano è stato ideato come un grande foro aperto ai cittadini, una sorta di piazza sopraelevata nel cuore della capitale organizzata come un'agorà su tre livelli dove sono ampi gli spazi riservati al transito e alla sosta dei visitatori, di cui le scalinate e le terrazze costituiscono l'elemento fondamentale.
Il monumento, nel complesso, appare come una sorta di rivestimento marmoreo del versante settentrionale del colle del Campidoglio: è stato quindi pensato come un luogo dov'è possibile compiere una passeggiata patriottica ininterrotta tra le opere presenti, che hanno quasi tutte significati allegorici legati alla storia d'Italia. Il percorso non ha infatti una fine architettonica, dato che gli ingressi alla parte più elevata sono due, una per ciascun propileo.

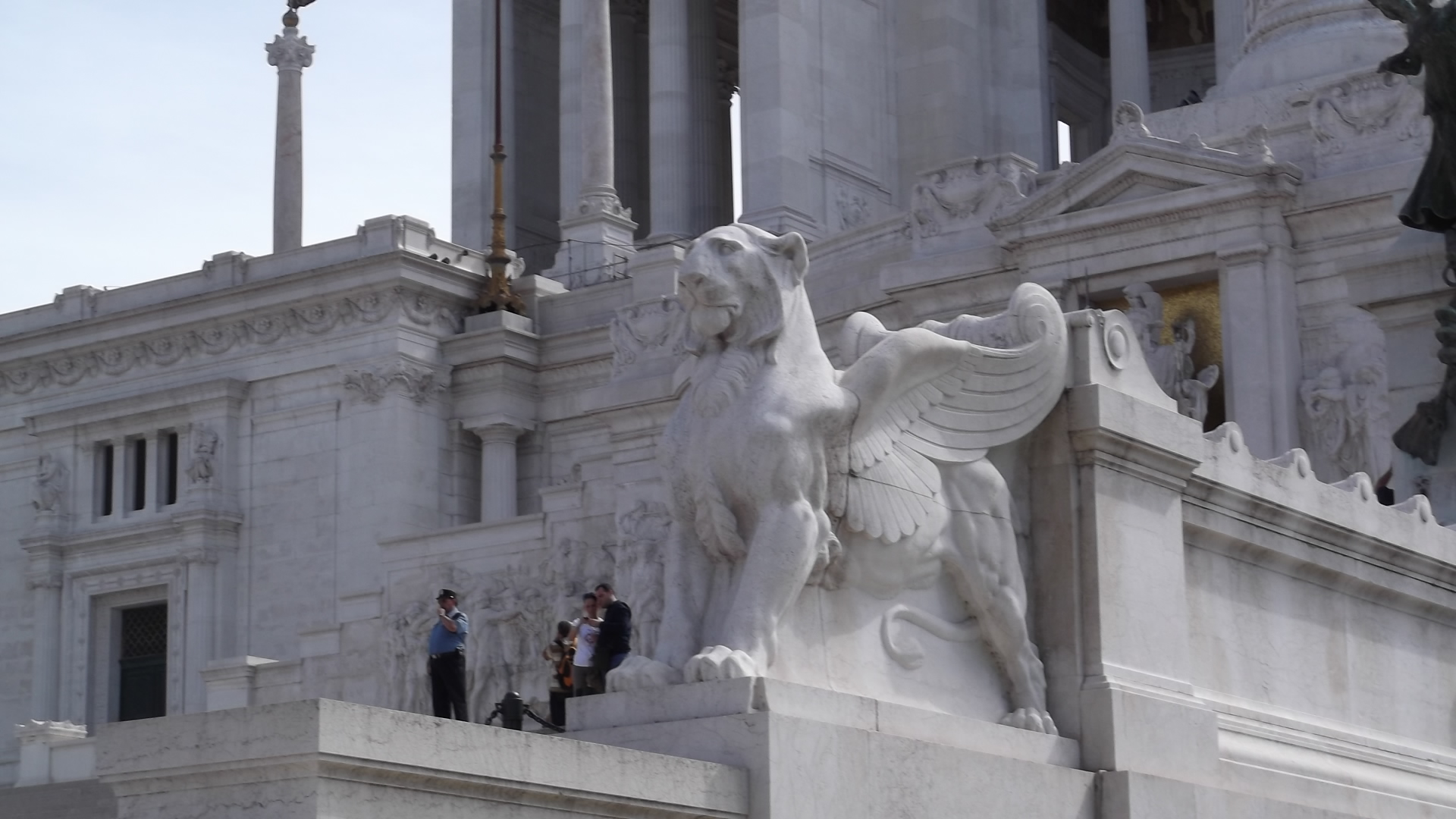
In primo piano, uno dei due Leoni alati che ornano lateralmente la scalinata d'ingresso

All'ingresso è presente un'imponente scalinata che porta alla terrazza dell'Altare della Patria e del Milite Ignoto e che rappresenta la prima piattaforma sopraelevata del Vittoriano, nonché il suo centro simbolico. Il percorso lungo la scalinata continua anche oltre la tomba del Milite Ignoto, a rappresentare simbolicamente un corteo di italiani continuo e senza interruzioni che prosegue la sua camminata fino al punto più elevato della costruzione: il sommoportico e i propilei.
La cancellata artistica d'accesso al Vittoriano, opera di Manfredo Manfredi, ha la particolarità di essere "a scomparsa", ossia di poter scorrere verticalmente nel sottosuolo grazie a dei binari. L'impianto che permette l'abbassamento dell'inferriata, originariamente idraulico, era considerato all'epoca della sua costruzione tra i più tecnologicamente avanzati al mondo. La cancellata d'ingresso ha una lunghezza di 40 metri e un peso di 10,5 tonnellate.

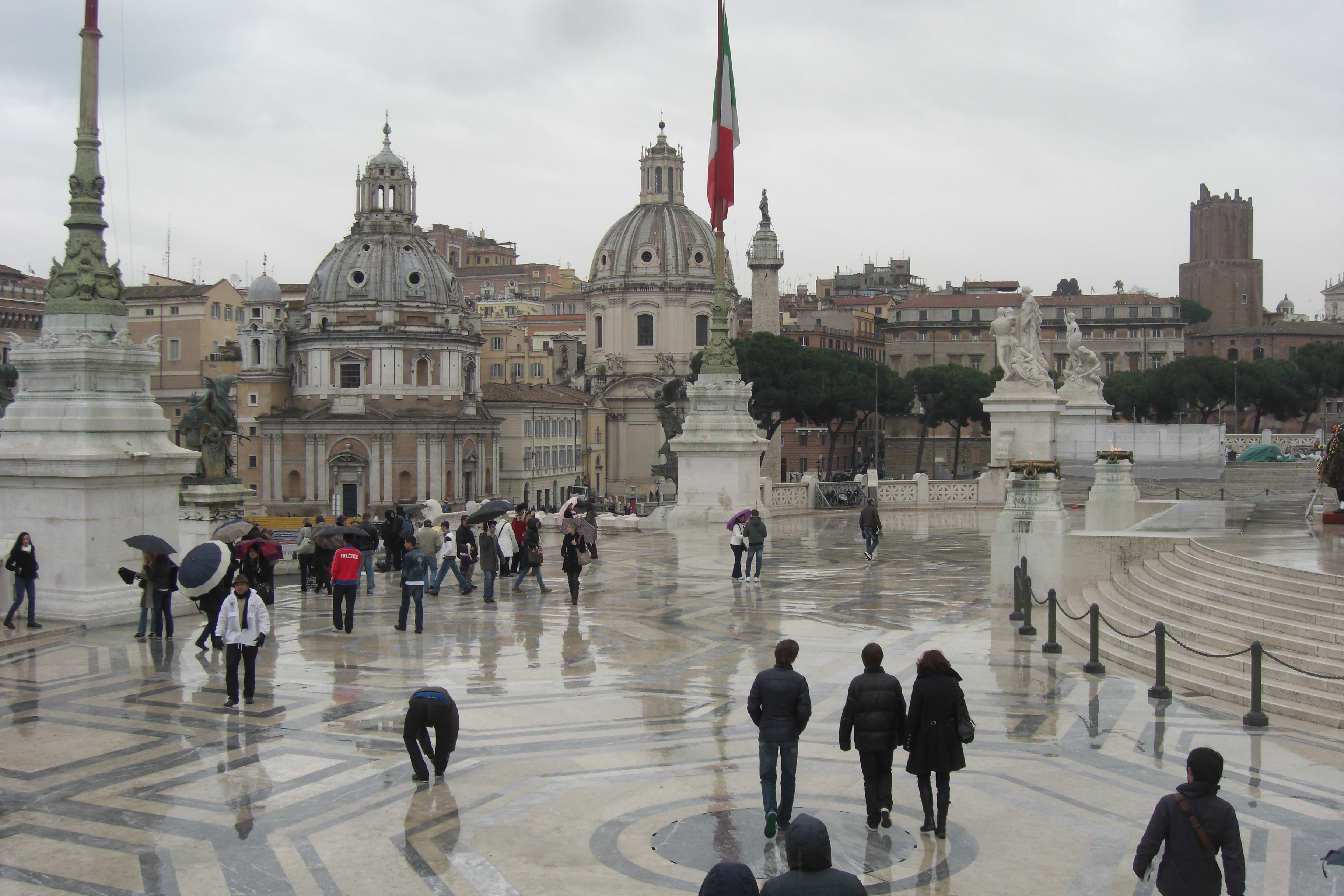
La terrazza dell'Altare della Patria, situato al termine della scalinata d'ingresso, che si scorge sulla sinistra, tra i due pennoni. La scalinata d'accesso all'Altare si intravede sulla destra.

Su entrambi i lati della scalinata d'ingresso si trovano una serie di sculture che accompagnano il visitatore verso l'Altare della Patria. Le prime sculture che si incontrano sono due gruppi scultorei in bronzo dorato, con soggetti ispirati al pensiero di Giuseppe Mazzini: Il Pensiero e L'Azione (rispettivamente a sinistra e a destra della scalinata per chi proviene da piazza Venezia), a cui seguono due gruppi scultorei (anche in questo caso uno per parte) che raffigurano altrettanti Leoni alati e infine, sulla sommità della scalinata, prima dell'inizio della terrazza dell'Altare della Patria, due Vittorie alate.
La presenza di queste figure non è casuale, bensì ha un preciso significato. Il Pensiero e L'Azione sono stati infatti fondamentali nel processo di unificazione italiana, visto che sono necessari per far cambiare il corso della storia e per trasformare una società. La forma complessiva dei due gruppi scultorei richiama le caratteristiche intrinseche dei due concetti: L'Azione ha un profilo triangolare e spigoloso, mentre Il Pensiero ha una foggia circolare. I due Leoni alati rappresentano l'iniziazione dei patrioti che decidono di unirsi all'impresa di unificazione italiana motivati da ardore e forza, le quali controllano anche il loro lato istintivo: se l'istinto fosse lasciato completamente libero, si scivolerebbe verso l'ottenebramento delle proprie capacità. Le Vittorie alate, oltre a richiamare i successi militari e culturali dell'epoca romana, simboleggiano invece allegoricamente il buon auspicio avuto per la realizzazione dell'unità nazionale.

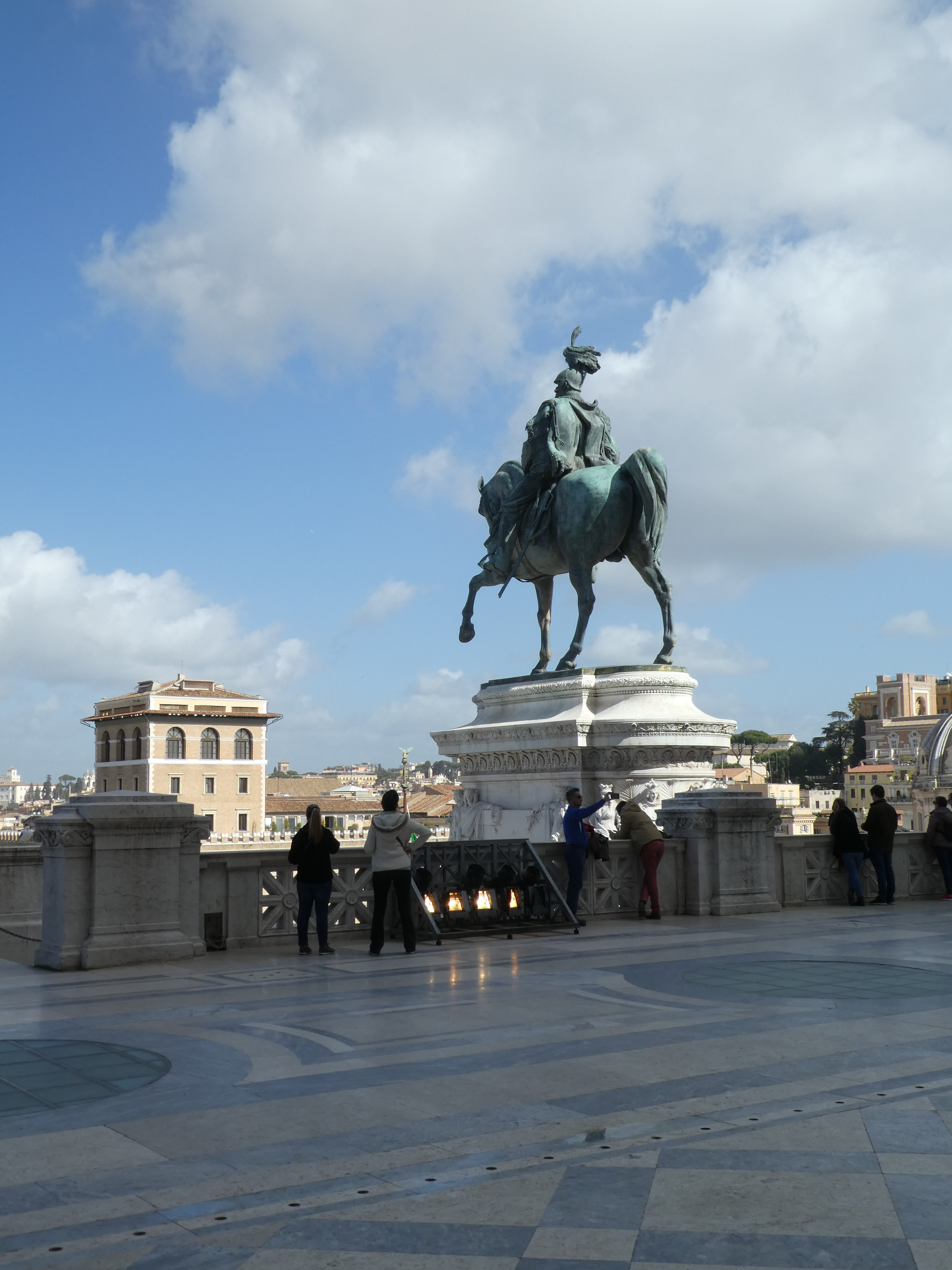
Scorcio della terrazza della statua equestre di Vittorio Emanuele

Al termine della scalinata d'ingresso, subito dopo le statue delle Vittorie alate, si apre il terrazzo dell'Altare della Patria, prima piattaforma sopraelevata del Vittoriano, che è dominata centralmente dalla statua della dea Roma e dal sacello del Milite Ignoto. Sul terrazzo dell'Altare della Patria si trovano anche i gruppi scultorei in marmo botticino che simboleggiano i valori morali degli italiani, ovvero i principi ideali che rendono salda la nazione. I quattro gruppi hanno un'altezza di 6 metri e sono situati a destra e a sinistra dell'ingresso alla terrazza dell'Altare della Patria (due per parte), lateralmente alle statue de Il Pensiero e de L'Azione e in corrispondenza delle fontane dei due mari, lungo i parapetti che si affacciano su piazza Venezia. Ciò non è un caso: i concetti espressi da questi quattro gruppi scultorei, La Forza, La Concordia, Il Sacrificio e Il Diritto, sono l'emanazione tangibile de Il Pensiero e de L'Azione.
Ai lati dell'Altare della Patria la scalinata riprende dividendosi in due rampe simmetriche e parallele alla tomba del Milite Ignoto. Entrambe giungono a un pronao dove si aprono due grandi portoni (uno per lato, entrambi posizionati simmetricamente e lateralmente al Milite Ignoto e ciascuno in corrispondenza di uno dei due propilei) che conducono agli spazi interni del Vittoriano. Sopra ciascun portone sono collocate due statue: sul portone di sinistra La Politica e La Filosofia, mentre sul portone di destra La Guerra e La Rivoluzione.
Dai due ripiani in cui si aprono i portoni che danno accesso agli spazi interni partono due ulteriori rampe di scale che convergono, esattamente dietro all'Altare della Patria, verso il basamento della statua equestre di Vittorio Emanuele II: quest'ultima è situata sulla seconda grande piattaforma sopraelevata, in ordine di altezza, del Vittoriano. Dietro la statua la scalinata riprende la sua ascesa in direzione del sommoportico giungendo a un piccolo ripiano, da cui partono lateralmente due scalinate che portano ciascuna all'ingresso di un propileo. Prima di giungere agli ingressi dei propilei ciascuna delle due scalinate si interrompe, creando un piccolo ripiano intermedio che consente l'accesso alla terrazza delle città redente, terza grande e ultima piattaforma sopraelevata del Vittoriano, che si trova esattamente dietro alla statua equestre di Vittorio Emanuele II e immediatamente sotto il colonnato del sommoportico.

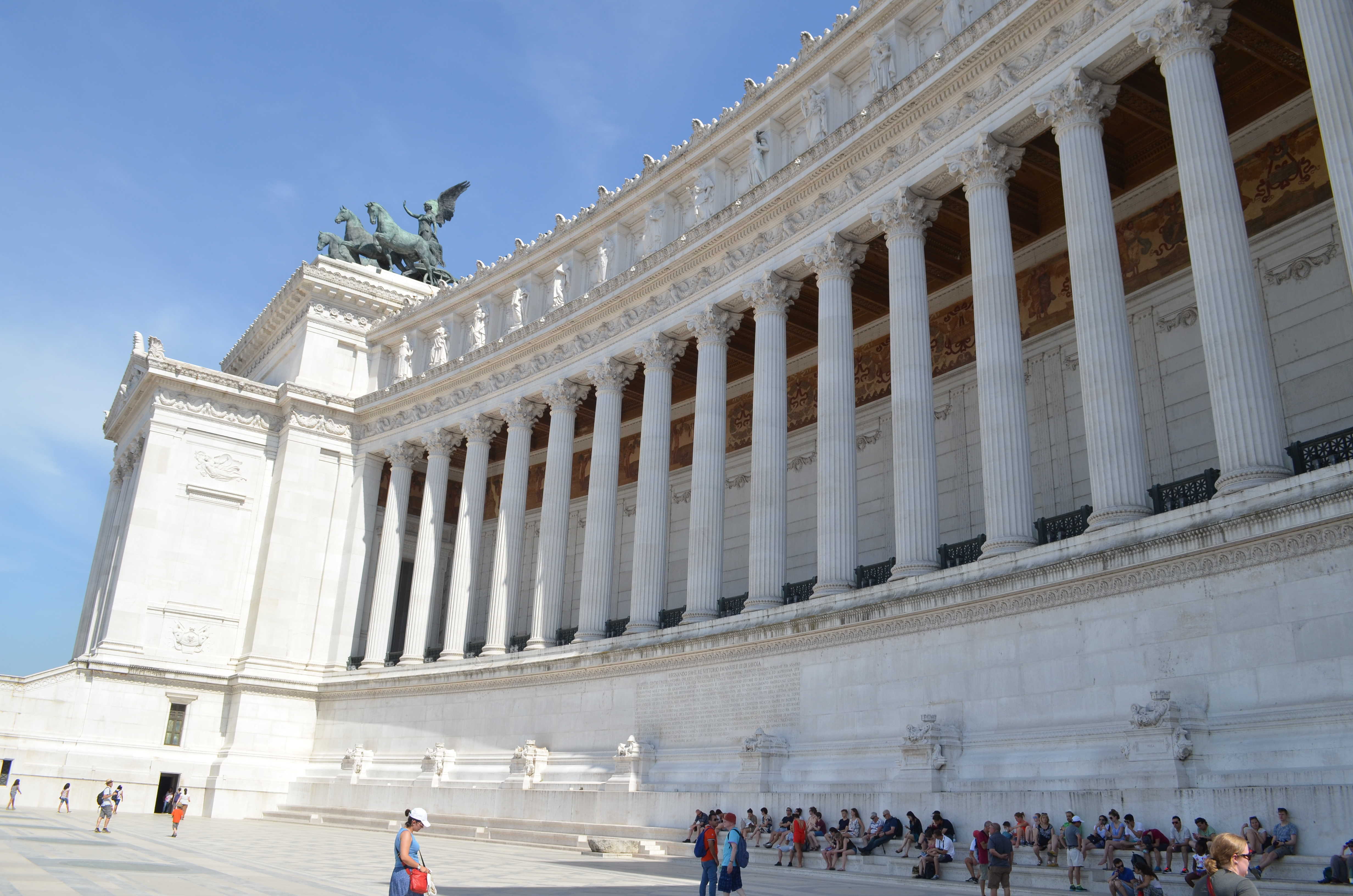
Panoramica della terrazza delle città redente

Le città redente sono quelle unite all'Italia in seguito al trattato di Rapallo (1920) e al trattato di Roma (1924), accordi di pace a conclusione della prima guerra mondiale: queste municipalità sono Trieste, Trento, Gorizia, Pola, Fiume e Zara. In seguito ai trattati di Parigi del 1947 Pola, Fiume e Zara sono passate alla Jugoslavia e – dopo la dissoluzione di quest'ultima – alla Croazia. Dopo il secondo conflitto mondiale il territorio di Gorizia fu diviso: la maggior parte rimase all'Italia mentre una piccola porzione passò prima alla Jugoslavia e poi alla Slovenia, sviluppandosi nel corso del tempo nella nuova città di Nova Gorica. Ogni città redenta è rappresentata da un altare addossato alla parete di fondo, che reca scolpito lo stemma comunale corrispondente. I sei altari sono stati collocati sulla terrazza tra il 1929 e il 1930.
Al centro della fila degli altari delle città redente, incisa sullo stilobate, ovvero sulla parete verticale su cui poggia il colonnato del sommoportico, è collocata una monumentale iscrizione scolpita in occasione della solenne cerimonia di tumulazione del Milite Ignoto (4 novembre 1921) che riporta il testo del Bollettino della Vittoria, documento ufficiale scritto dopo l'armistizio di Villa Giusti con il quale il generale Armando Diaz, comandante supremo del Regio Esercito, annunciò, il 4 novembre 1918, la resa dell'Impero austro-ungarico e la vittoria dell'Italia nella prima guerra mondiale.

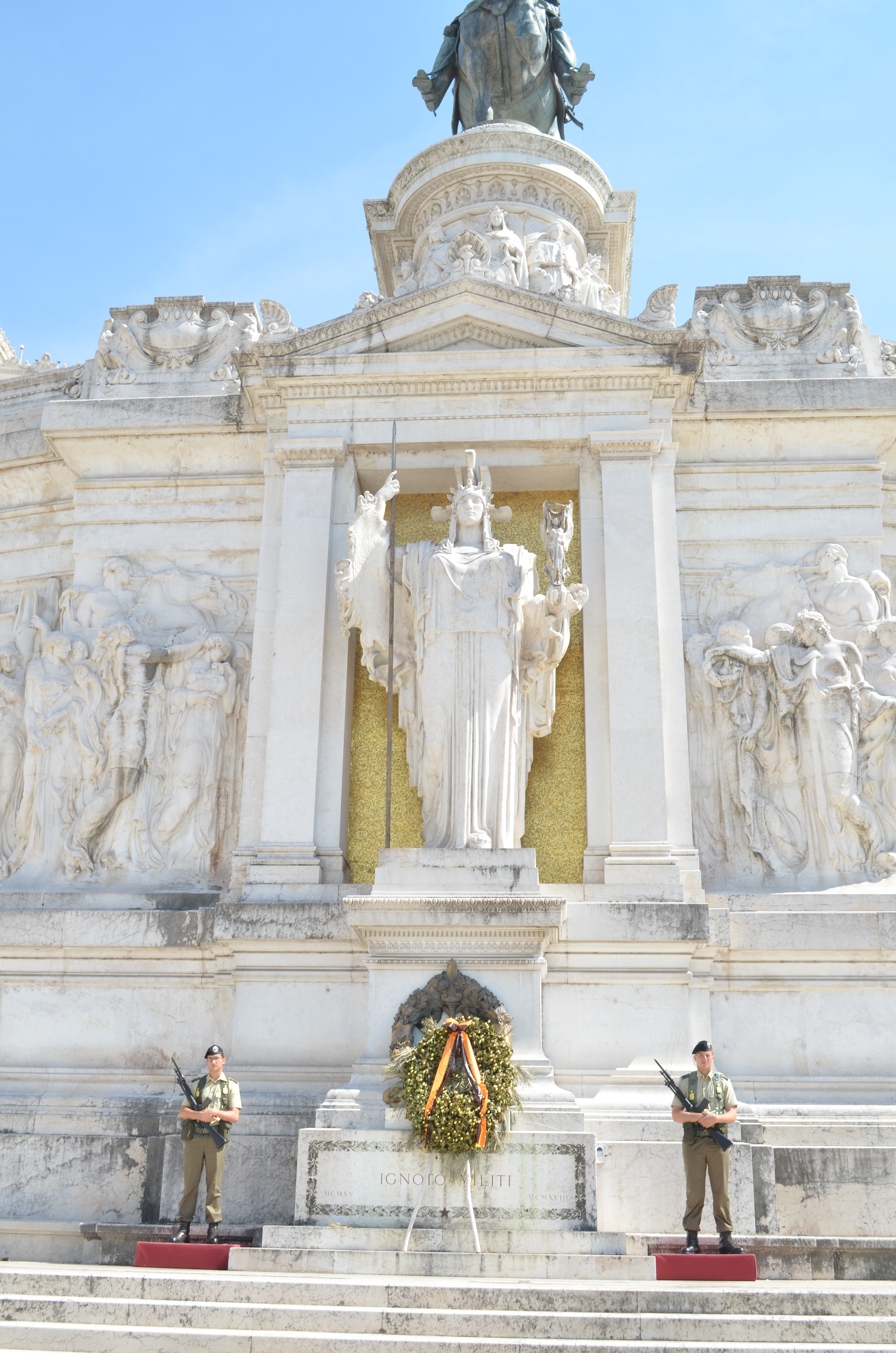
L'Altare della Patria al Vittoriano, la guardia d'onore del Milite Ignoto e la statua della dea Roma. A sinistra e a destra si scorgono i bassorilievi ispirati alle Bucoliche e alle Georgiche di Virgilio

Alla base del testo del Bollettino della Vittoria si trovano altri due altari simili a quelli delle città redente ma che hanno, in luogo dello stemma comunale delle municipalità, un elmetto: questi due altari recano la scritta: "Et Facere Fortia" quello di sinistra e "Et Pati Fortia" quello di destra. Riecheggiano la locuzione latina et facere et pati fortia romanum est ("È da romano compiere e patire cose forti"), che deriva dalle parole che Muzio Scevola disse a Porsenna, come riferisce Tito Livio.
Sulla terrazza delle città redente si trova anche un macigno proveniente dal Massiccio del Grappa, per un anno teatro del fronte italiano della prima guerra mondiale, a rappresentare tutti i luoghi dove i soldati italiani hanno combattuto durante questo conflitto.

### L'Altare della Patria
L'Altare della Patria è la parte più nota del Vittoriano ed è quella con cui esso viene spesso identificato.
Situato sulla sommità della scalinata d'ingresso, fu disegnato dallo scultore bresciano Angelo Zanelli, che vinse un concorso appositamente indetto nel 1906. È formato da tre elementi; il lato della tomba del Milite Ignoto che dà verso l'esterno (mentre il lato che dà verso l'interno è situato in una cripta), l'edicola della dea Roma (la cui statua si trova esattamente sopra la tomba del Milite Ignoto) e due rilievi marmorei laterali.
La statua della dea Roma presente al Vittoriano ha interrotto una consuetudine in voga fino al XIX secolo che ne voleva la rappresentazione con tratti esclusivamente guerreschi: Zanelli decise di caratterizzare ulteriormente la statua prevedendo anche il richiamo ad Atena, dea greca della sapienza e delle arti oltre che della guerra. La grande statua della divinità emerge da uno sfondo dorato. La presenza nel Vittoriano della dea Roma vuole ribadire il pensiero dei patrioti risorgimentali: la Città eterna è l'unica ed irrinunciabile capitale d'Italia e tutta la storia d'Italia converge verso quest'idea.
Il Milite Ignoto, militare italiano morto nella prima guerra mondiale la cui identità resta sconosciuta, fu trasferito all'Altare della Patria il 4 novembre 1921. L'epigrafe sulla sua pietra sepolcrale reca la scritta latina "Ignoto Militi" e gli anni di inizio e di fine della partecipazione italiana al primo conflitto mondiale, ovvero "Mcmxv" (1915) e "Mcmxviii" (1918). La sua tomba è un sacello che rappresenta simbolicamente tutti i caduti e i dispersi in guerra. Il lato della tomba del Milite Ignoto che dà verso l'Altare della Patria è sempre vigilato da una guardia d'onore e da due fiamme che ardono perennemente su bracieri. Alla guardia provvedono militari delle varie armi delle forze armate italiane, che in origine si avvicendavano ogni dieci anni, mentre in seguito hanno preso ad alternarsi secondo un calendario stabilito di anno in anno.

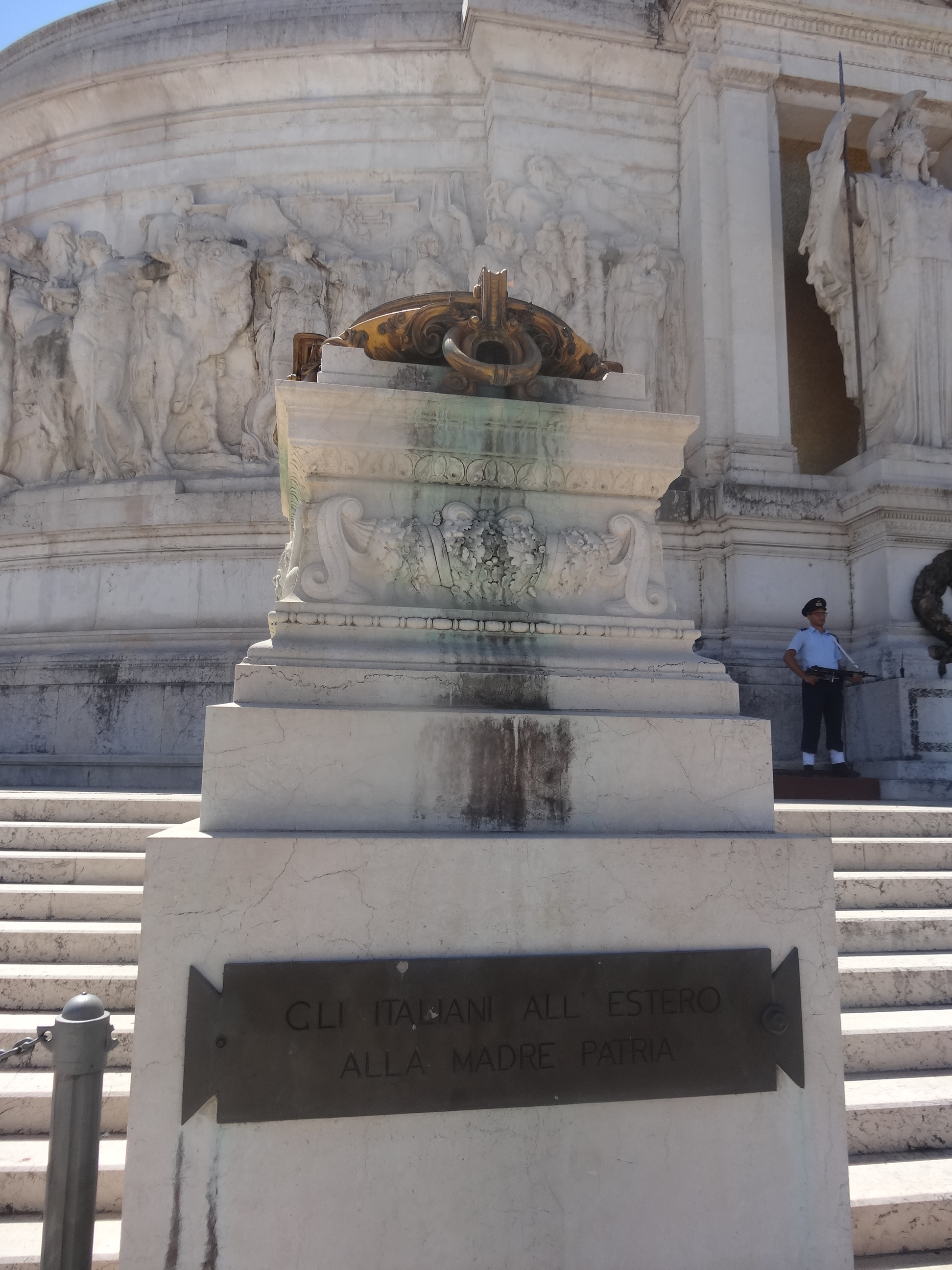
Uno dei due bracieri della tomba del Milite Ignoto

Le fiamme che ardono perennemente sono un antichissimo simbolo, che affonda le sue origini nell'antichità classica e in particolar modo nel culto dei morti: rappresentano il ricordo che rimane vivo nonostante il passare del tempo. In questo caso simboleggiano quindi il sacrificio del Milite Ignoto e la sua imperitura memoria negli italiani. Ciò vale anche in quelli che sono lontani dal loro Paese: non a caso, sui due bracieri perenni è collocata una targa il cui testo recita "Gli italiani all'estero alla Madre Patria" in ricordo alle donazioni fatte dagli emigrati italiani tra la fine del XIX secolo e l'inizio del XX secolo.
Il bassorilievo a sinistra dell'Altare della Patria rappresenta il Trionfo del Lavoro e quello di destra simboleggia il Trionfo dell'amor patrio: entrambi convergono scenograficamente verso la statua della dea Roma. La concezione generale dei bassorilievi richiama uno le Bucoliche e l'altro le Georgiche di Virgilio, completando con la statua della divinità romana il trittico dell'Altare della Patria. Il significato allegorico dei bassorilievi è legato alla volontà di rappresentare con la scultura l'animo italiano. Nelle Georgiche è infatti presente il richiamo all'Eneide e in entrambe le opere è rievocata l'operosità nel lavoro degli antichi italiani.
La tomba del Milite Ignoto è annualmente scenario di cerimonie ufficiali durante le celebrazioni dell'Anniversario della liberazione d'Italia (25 aprile), della Festa della Repubblica Italiana (2 giugno) e della Giornata dell'Unità Nazionale e delle Forze Armate (4 novembre), occasioni in cui il Presidente della Repubblica Italiana e le massime cariche dello Stato le rendono solenne omaggio.

### La statua equestre di Vittorio Emanuele II

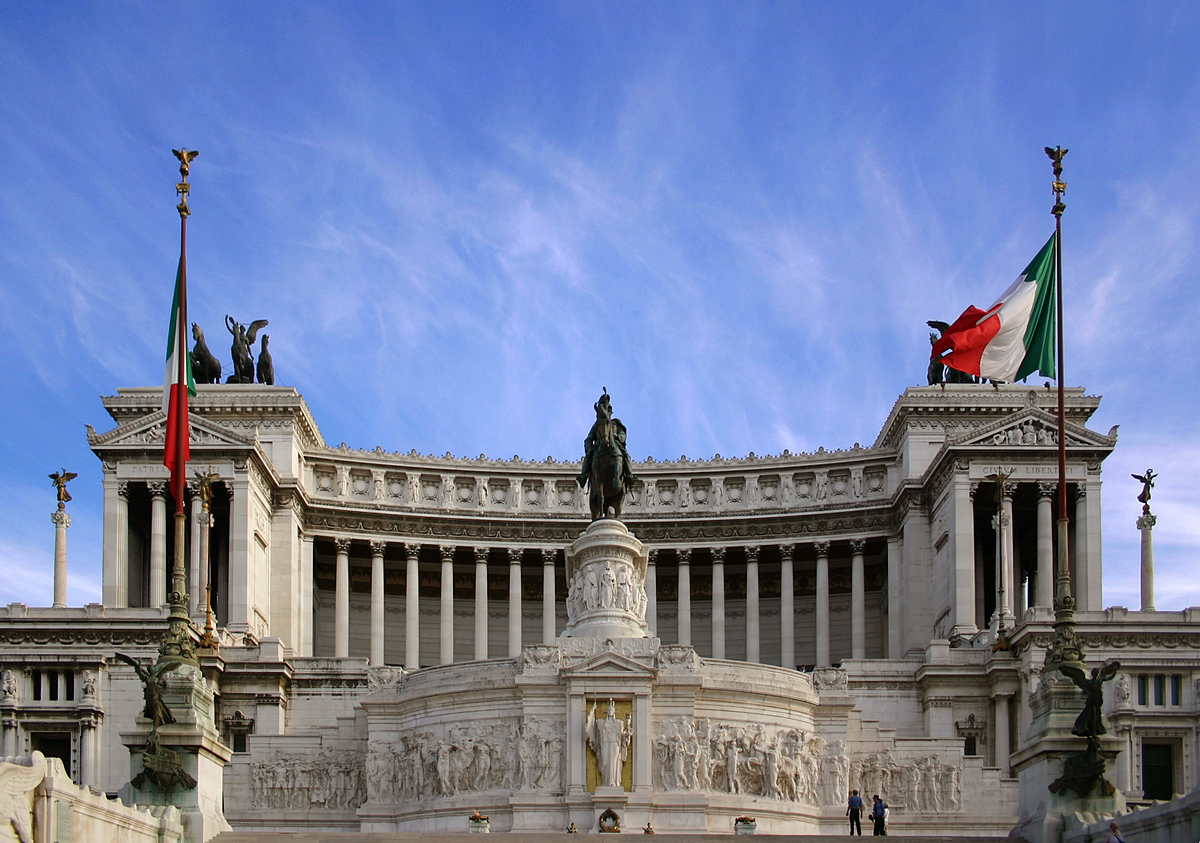
La statua equestre di Vittorio Emanuele II, che si trova al centro architettonico del Vittoriano, sopra l'Altare della Patria

Dopo aver superato l'Altare della Patria e continuando a salire la scalinata, si incontra la statua equestre di Vittorio Emanuele II, opera bronzea di Enrico Chiaradia e centro architettonico del Vittoriano. Si tratta di una statua equestre in bronzo, alta 12 e lunga 10 metri, pesante 50 tonnellate; contando anche il basamento marmoreo, l'intero gruppo scultoreo è alto 24,80 metri.
Sul basamento sono scolpite le personificazioni di quattordici città nobili, realizzate da Eugenio Maccagnani, scultore molto apprezzato dal Sacconi. Il Maccagnani decorò anche la parte più bassa del basamento, con i simboli delle forze armate vittoriose nelle guerre risorgimentali: il Genio, la Marina, l'Artiglieria e la Cavalleria; l'evidente fonte d'ispirazione sono gli analoghi rilievi della vicina Colonna Traiana.
La statua è l'unica rappresentazione non simbolica del Vittoriano, dato che è la raffigurazione di un personaggio storico, re Vittorio Emanuele II di Savoia. La scelta di raffigurare il sovrano a cavallo non è casuale, visto che le statue equestri hanno, fin dai tempi più antichi, un simbolismo preciso. Nell'antichità classica le statue equestri erano finalizzate all'esaltazione del soggetto ritratto, di cui venivano sottolineate le virtù guerresche; inoltre, cavalcando e controllando un destriero, si comunicava la capacità del personaggio di controllare gli istinti primordiali, riconoscendogli in tal modo anche virtù civiche.
Anche la collocazione della statua al centro architettonico del Vittoriano, sopra l'Altare della Patria e davanti al colonnato del sommoportico, non è fortuita: nell'antichità classica le statue equestri erano spesso situate di fronte a colonnati, piazze pubbliche, e più generale in luoghi centrali dal cospicuo significato simbolico, come lungo le vie trionfali oppure di fronte ai templi. Anche la presenza di un basamento su cui sono scolpite le personificazioni delle città nobili non è casuale: le statue equestri, nell'antichità, erano sempre erette su basamenti marmorei completati da iscrizioni o da figure.

### Le statue delle città nobili

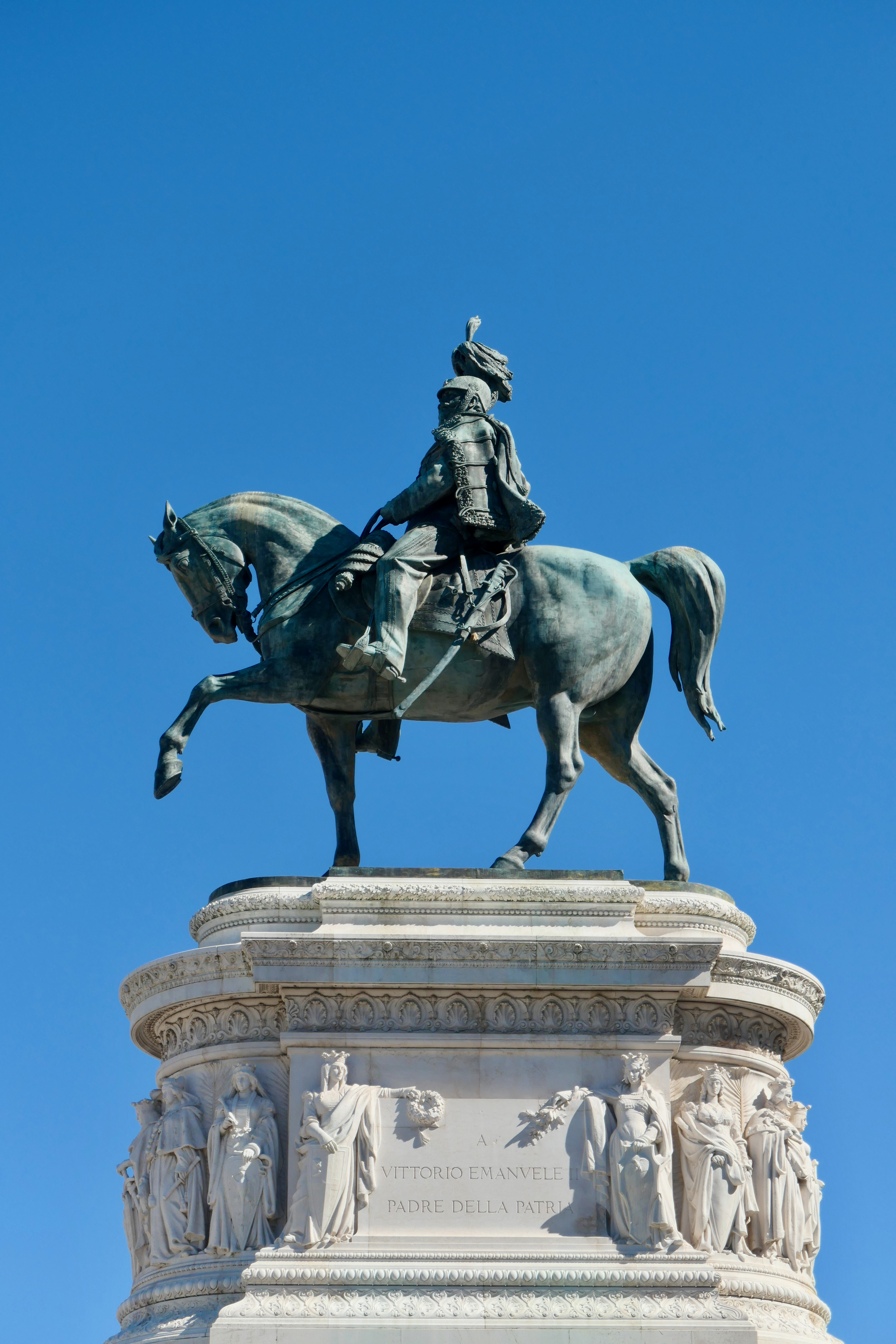
La statua equestre di Vittorio Emanuele II, sul cui basamento marmoreo sono scolpite le statue delle città nobili

Sul basamento della statua equestre di Vittorio Emanuele II, come già accennato, si trovano le sculture allegoriche rappresentanti quattordici città nobili, ovvero capitali di Stati preunitari nobiliari, storicamente convergenti verso il Regno d'Italia e la dinastia sabauda, in quanto essa sposò la causa del Risorgimento. Non si tratta perciò necessariamente delle città più importanti d'Italia, ma di quelle considerate le sue "madri nobili".
Le quattordici statue delle città nobili sono poste alla base della statua equestre a Vittorio Emanuele II perché metaforicamente esse sono le fondamenta dell'Italia e, in senso più ampio, l'unità della Patria è basata sull'unione dei suoi comuni.
Al contrario di quelle rappresentanti le regioni d'Italia, le statue raffiguranti le quattordici città sono tutte opera di uno stesso scultore: Eugenio Maccagnani. Ogni città è identificabile grazie al proprio stemma e ai simboli ad essa storicamente associati.

### Il sommoportico e i propilei

#### Caratteristiche generali

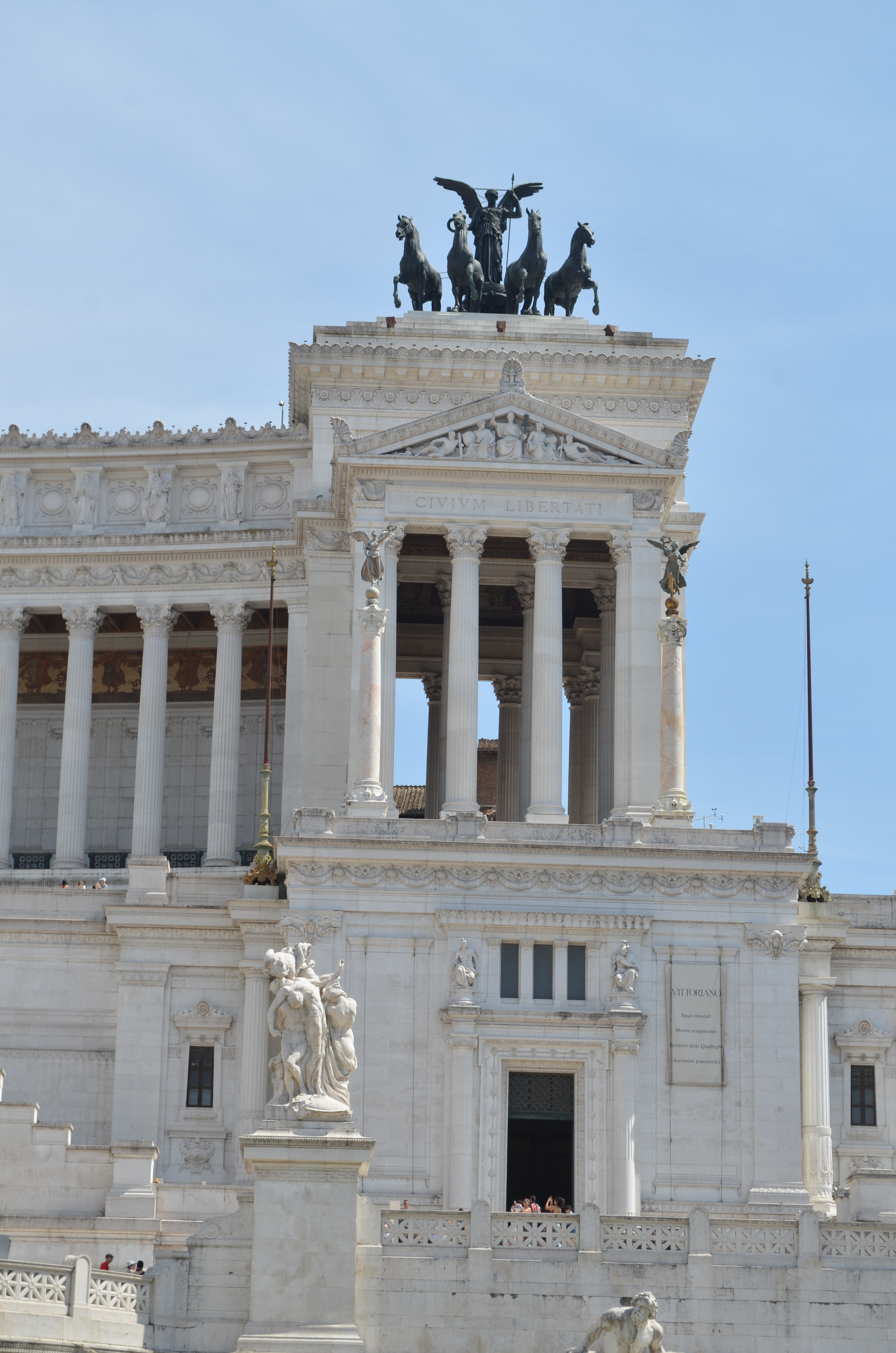
Il propileo di destra, dedicato alla libertà dei cittadini. Sotto uno dei due portoni che conducono agli spazi interni.

Continuando a salire la scalinata oltre la statua equestre di Vittorio Emanuele II si arriva all'elemento architettonicamente più imponente e vistoso dell'intero complesso: il grande portico con colonne in stile corinzio, leggermente incurvato, situato alla sommità del monumento e perciò chiamato "sommoportico". Alle sue estremità si trovano due propilei, sporgenti rispetto al corpo centrale, del quale costituiscono gli ingressi.
Il sommoportico è lungo 72 metri ed è costituito da sedici colonne alte 15 metri, sormontate da capitelli impreziositi dal volto dell'Italia turrita (situato al centro) e da foglie d'acanto. Sul fregio del cornicione si trovano sedici statue, personificazioni allegoriche delle regioni italiane: ogni statua si trova in corrispondenza di una colonna. Per le colonne del sommoportico, Giuseppe Sacconi si ispirò a quelle del Tempio dei Dioscuri, sito nel vicino Foro Romano
Ciascun propileo ha come coronamento un gruppo scultoreo in bronzo, raffigurante una Vittoria alata su una quadriga. Ciò richiama le forme espressive degli antichi archi di trionfo romani: il significato allegorico della quadriga, fin dall'antichità, è infatti quello del trionfo e della vittoria. Questo concetto è rafforzato dalla presenza delle Vittorie alate, il cui significato è legato alla comunicazione metaforica della vittoria in battaglia tramite un messaggio divino, che è allegoricamente consegnato al vincitore da Vittorie alate plananti dal cielo.

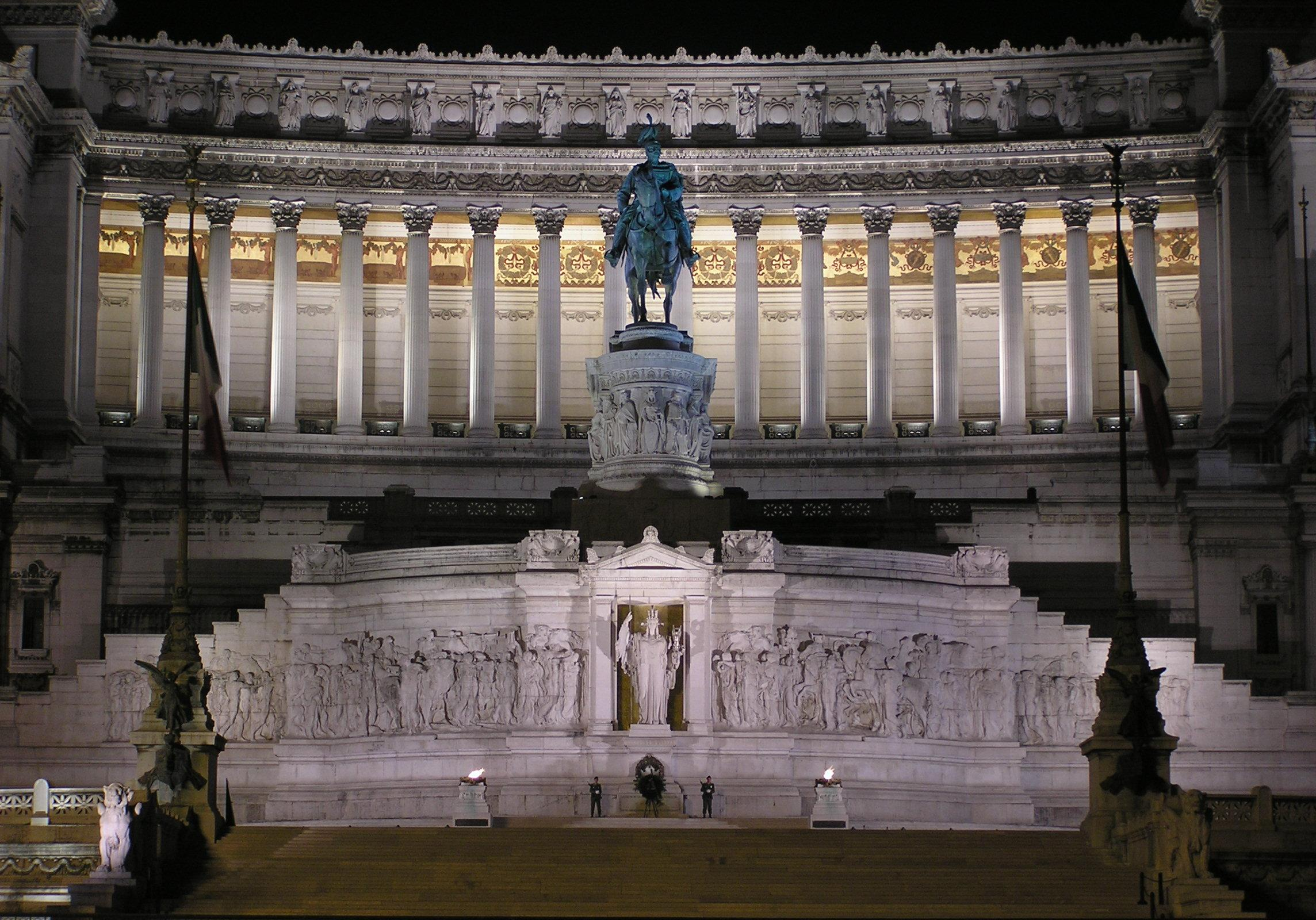
Il colonnato del sommoportico illuminato in una foto notturna

Le due quadrighe, come dichiarano espressamente le iscrizioni latine poste sui frontoni dei sottostanti propilei, simboleggiano la libertà dei cittadini ("Civium Libertati", sul propileo di destra) e l'unità della patria ("Patriae Unitati", sul propileo di sinistra), i due concetti allegoricamente legati all'intero monumento come simbolo di "Italia libera e unita". La presenza delle Vittorie alate sulle quadrighe comunica metaforicamente che l'Italia, dopo aver conquistato unità e libertà, è pronta a diffondere nel mondo un nuovo Rinascimento, sostenuto dalle virtù morali rappresentate allegoricamente nel Vittoriano.
I concetti di "libertà dei cittadini" e di "unità della patria" riassumono anche le tematiche fondamentali che caratterizzarono l'inizio e la fine del contributo di Vittorio Emanuele II al Risorgimento. L'inizio è stato il proclama di Moncalieri (20 novembre 1849), con cui il re, salito al trono da pochi mesi, confermò la sopravvivenza del regime liberale (legato quindi al concetto di "libertà dei cittadini") in un periodo contraddistinto da un diffuso conservatorismo che fu conseguenza della violenta repressione dei moti del 1848. La sua opera politica ebbe invece felice conclusione con la presa di Roma (20 settembre 1870), con la quale il sovrano concluse i suoi obiettivi: un'Italia unita (a cui però mancavano ancora Trento e Trieste, unite all'Italia solo in seguito alla vittoria nella prima guerra mondiale, che per tale motivo fu da alcuni considerata la "quarta guerra d'indipendenza italiana") con Roma capitale (esprimente il concetto di "unità della patria").
Le quadrighe, previste già nel progetto originario, furono realizzate e posizionate nel 1927. All'interno dei frontoni dei due propilei si trovano gruppi scultorei che hanno lo stesso tema delle rispettive quadrighe sovrastanti.

#### Le statue delle regioni

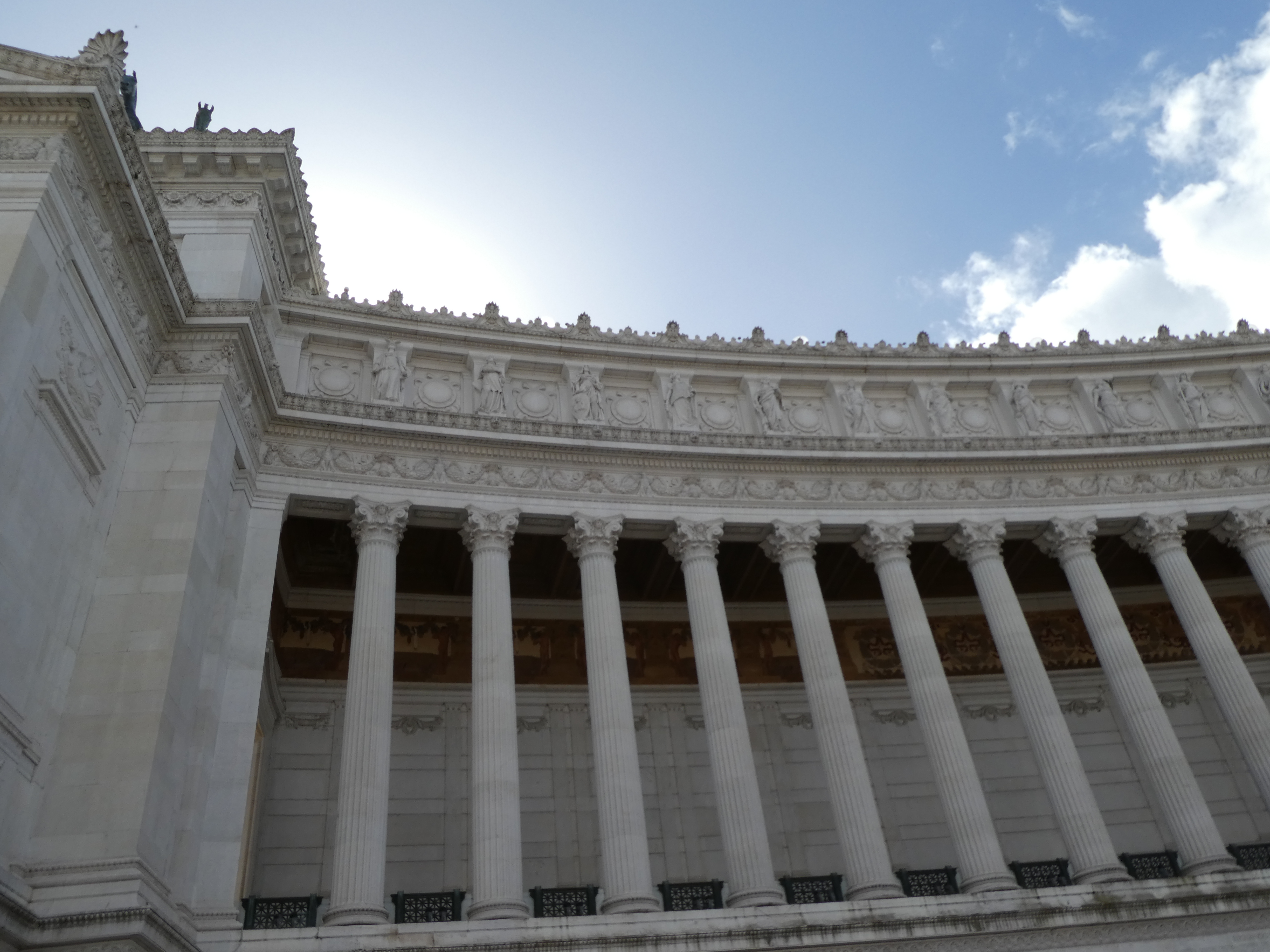
Particolare del colonnato del sommoportico, sul cui cornicione superiore, in corrispondenza di ogni colonna, sono state scolpite le statue delle regioni italiane

La scalinata che conduce alla terrazza delle città redente è il miglior punto di osservazione delle statue delle regioni d'Italia, che si trovano sul fregio del sommoportico, ognuna in corrispondenza di una colonna. La presenza di statue ritraenti allegoricamente le regioni italiane trae ispirazione dalle personificazioni delle province romane. Per la tipologia del fregio, altissimo e con statue alternate a clipei, Sacconi si ispirò a quello del porticato del vicino Foro di Traiano. Le statue collocate sul cornicione del sommoportico sono sedici, pari al numero delle regioni italiane all'epoca di costruzione del monumento. Ogni statua è alta cinque metri e fu affidata a uno scultore diverso, quasi sempre nativo della regione di cui avrebbe scolpito l'immagine. Il cornicione è impreziosito anche da aquile e teste di leone.
Dall'epoca in cui fu realizzato il Vittoriano, i criteri di individuazione delle regioni italiane, e spesso anche la denominazione, sono cambiati: di conseguenza, i nomi delle statue non sempre corrispondono a quelli attuali. Per quanto riguarda i nomi, nel periodo coevo al progetto del monumento l'Emilia-Romagna era chiamata semplicemente Emilia e la Basilicata era chiamata Lucania. Inoltre, l'Abruzzo e il Molise sono rappresentati da un'unica statua, dato che sino al 1963 costituirono un'unica regione (Abruzzi e Molise); anche il Triveneto è rappresentato da un'unica statua, visto che il Trentino-Alto Adige e la Venezia Giulia all'epoca appartenevano ancora all'Impero austro-ungarico; la Valle d'Aosta e il Piemonte, parimenti, sono rappresentati da una sola statua, dato che formavano una sola entità amministrativa: la Valle d'Aosta come regione fu istituita solo nel 1948.

#### Gli spazi interni

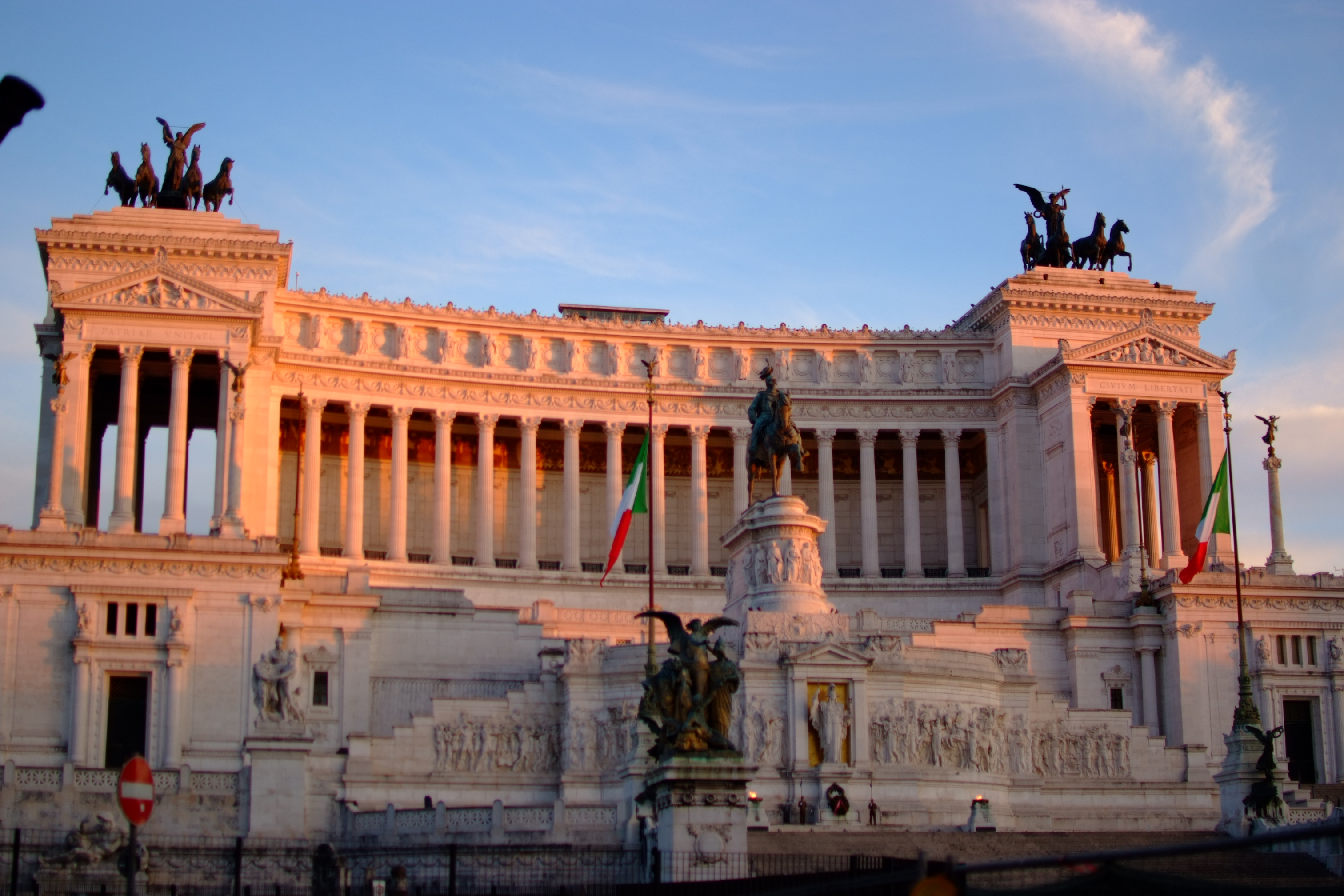
Il Vittoriano al tramonto: si notano i propilei e le quadrighe

Agli spazi interni del sommoportico e dei propilei si accede grazie a due scalinate d'ingresso trionfali situate in corrispondenza di ciascun propileo. Le due scalinate d'entrata si trovano su un piccolo ripiano raggiungibile tramite una breve scalinata che ha inizio dalla terrazza delle città redente. Alla base della scalinata d'ingresso dei propilei sono situate quattro statue di Vittorie alate su colonne trionfali: realizzate nel 1911, due sono in corrispondenza dell'ingresso al propileo di destra e due dell'entrata a quello di sinistra.
L'ingresso di ciascun propileo conduce a un grande vestibolo quadrangolare, affacciato verso l'esterno tramite un colonnato. Dai vestiboli si accede agli spazi interni del sommoportico. Gli interni dei propilei e del sommoportico sono decorati da mosaici, importanti opere del Liberty floreale e del simbolismo pittorico, che ricoprono le lunette e le due cupole dei propilei. Anche i mosaici hanno come soggetto la rappresentazione metaforica delle virtù e dei sentimenti, molto spesso resi come personificazioni allegoriche, che hanno animato gli italiani durante il Risorgimento. Gli interni del sommoportico sono decorati dalle allegorie delle scienze, mentre le porte che mettono in comunicazione i propilei e il sommoportico sono impreziosite da raffigurazioni sulle arti.

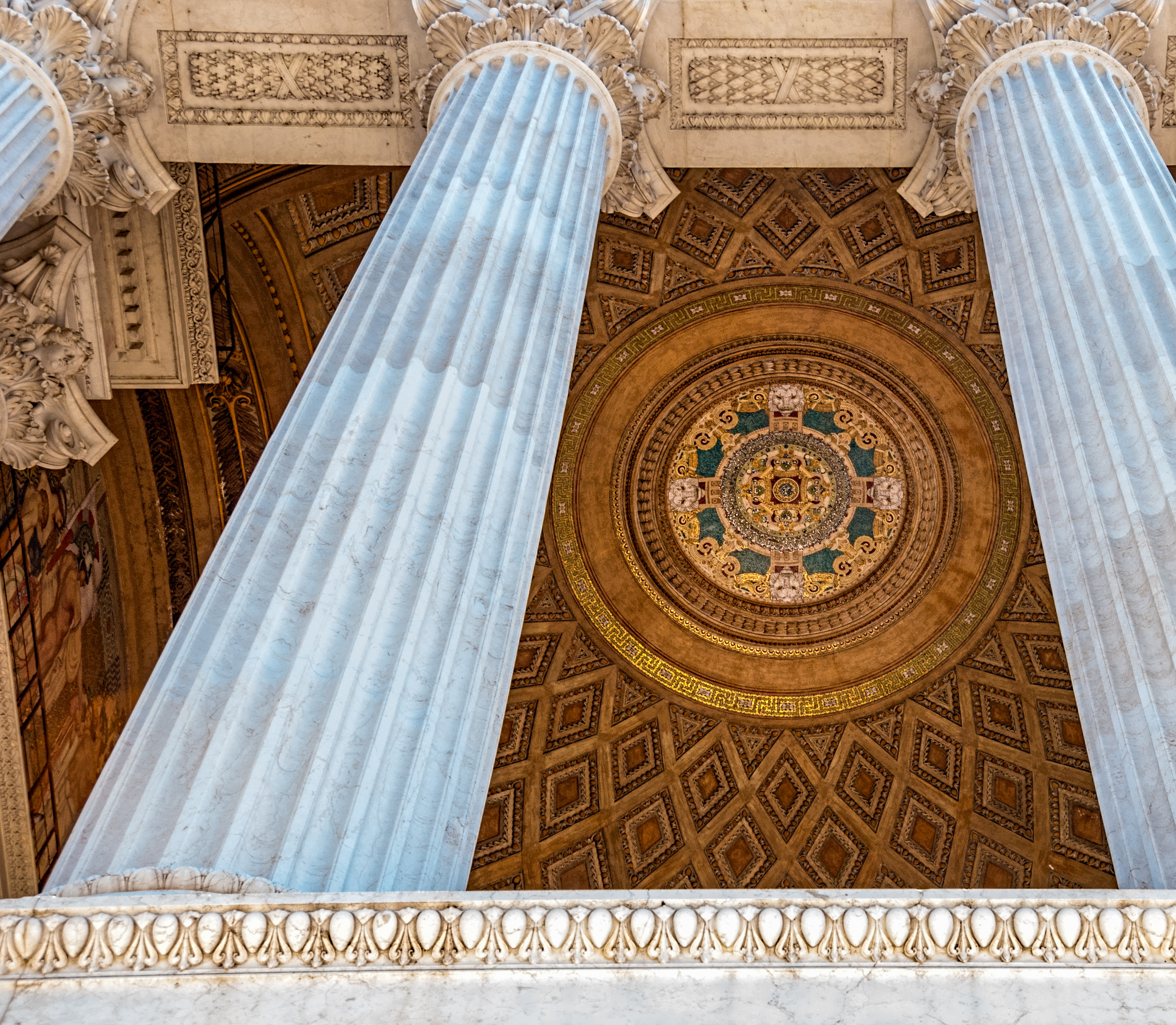
Una parte delle decorazioni interne del soffitto di uno dei propilei

La decorazione del soffitto del propileo di sinistra fu affidata a Giulio Bargellini. In questi mosaici egli adottò accorgimenti tecnici innovativi, come l'uso di materiali di varia natura e di tessere di dimensioni diverse e inclinate in modo da creare studiati riflessi luminosi. Inoltre è da notare come le linee delle raffigurazioni musive proseguano verso quelle delle colonne sottostanti.
I mosaici di Bargellini lungo la parte più elevata delle pareti rappresentano figurativamente: La Fede (allegoricamente resa con la consacrazione dei figli alla patria da parte del popolo; sullo sfondo è una città che ricorda Gerusalemme); La Forza (un guerriero che accompagna un giovane all'incontro con una donna armata di spada); Il Lavoro (personificato da una famiglia di agricoltori che si ritrova insieme dopo una giornata nei campi) e La Sapienza (rappresentata con un maestro in cattedra di fronte ai suoi alunni seduti sui banchi).
La decorazione del soffitto del propileo di destra fu invece affidata ad Antonio Rizzi. Lungo la parte più elevata delle pareti, Rizzi realizzò: La Legge (opera composta dalle allegorie della Giustizia seduta sul trono, della Sapienza, della Ricchezza, della Prudenza, della Fortezza e della Temperanza, ognuna con i suoi classici attributi); Il Valore (rappresentato con un giovane che tempra la sua spada sulle ali della Libertà e che è attorniato dai fondatori della stirpe italica, tra cui Enea e Ascanio); La Pace (una figura femminile che regge un fascio di grano e altre che portano i frutti della terra, mentre colombe bianche volano verso una fonte d'acqua); L'Unione (figurata con un giovane che incontra La Poesia).

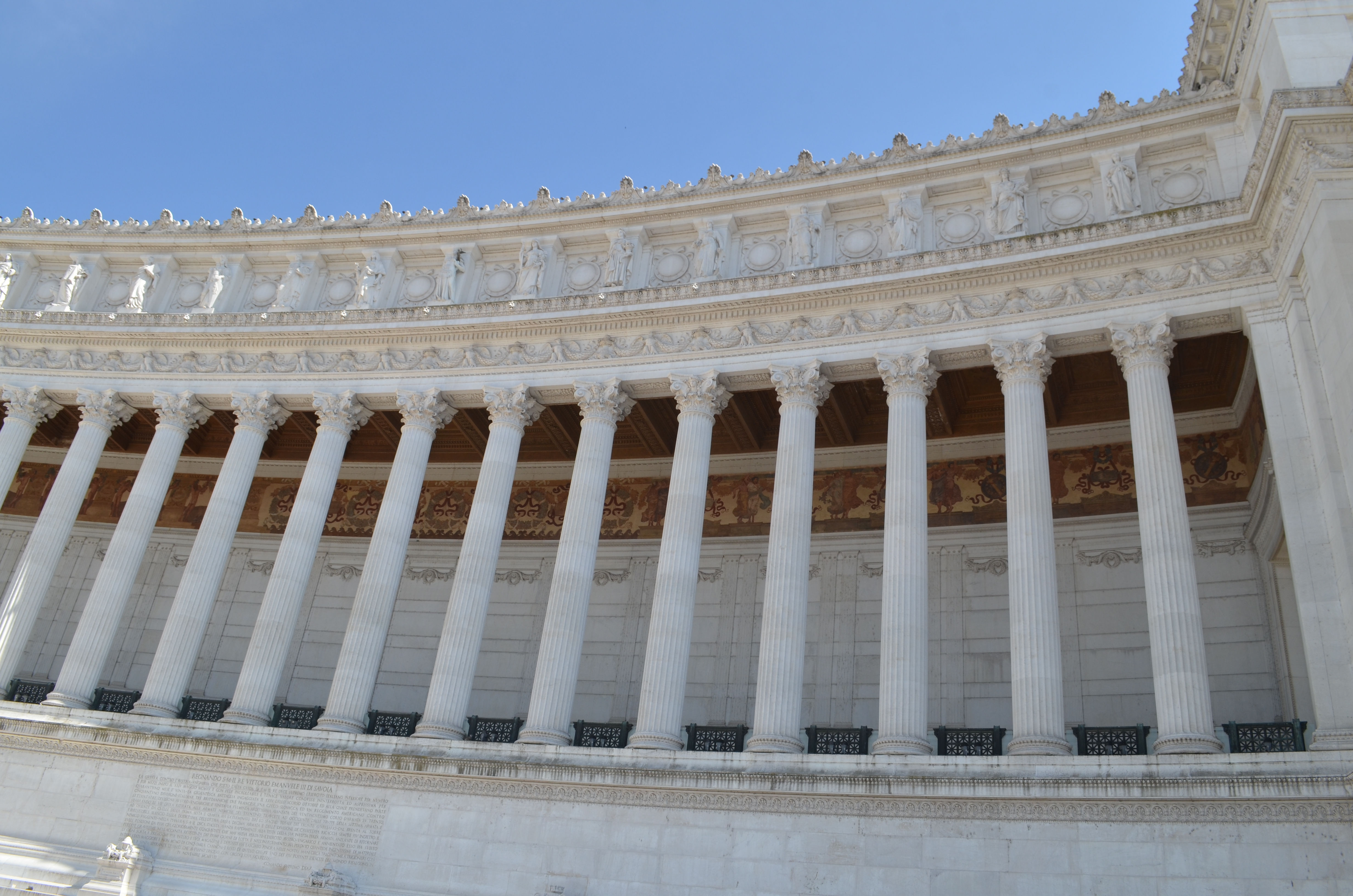
Scorcio delle decorazioni interne della parete frontale al colonnato del sommoportico

Le porte interne che conducono dai due propilei al sommoportico sono ornate da sculture allegoriche rappresentanti le arti: l'Architettura e la Musica, che si trovano nel vestibolo di sinistra e che sono opera di Antonio Garella, e la Pittura e la Scultura, che sono situate nel vestibolo di destra e che sono state realizzate da Lio Gangeri. L'interno del sommoportico ha un pavimento di marmi policromi e un soffitto a cassettoni: quest'ultimo, che è stato progettato da Gaetano Koch, è chiamato "soffitto delle scienze".
Il "soffitto delle scienze" deve il suo nome alle sculture in bronzo di Giuseppe Tonnini collocate all'interno del sommoportico, note collettivamente come Allegorie delle Scienze: sono tutte costituite da personificazioni femminili, la Geometria con compasso e squadra, la Chimica con storta e distillatore, la Fisica con lanterna e barometro, la Mineralogia con un cristallo di quarzo, la Meccanica con ruota dentata, la Medicina con coppa e bastone di Asclepio, l'Astronomia con il globo dello zodiaco e il sestante e la Geografia con goniometro e globo terrestre. La parete verticale opposta alle colonne è decorata, nella parte superiore, da mosaici a fondo dorato posteriori al 1925. Altre sculture presenti all'interno del sommoportico sono i Trofei d'arme, vale a dire un vasto insieme di scudi, corazze, alabarde, lance, bandiere, frecce e faretre; in un trofeo si mostrano la corona d'Italia, l'aquila con lo scudo crociato e il collare dell'Annunziata: gli emblemi di Casa Savoia.

### La cripta interna del Milite Ignoto

L'arrivo della bara del Milite Ignoto all'Altare della Patria (4 novembre 1921)

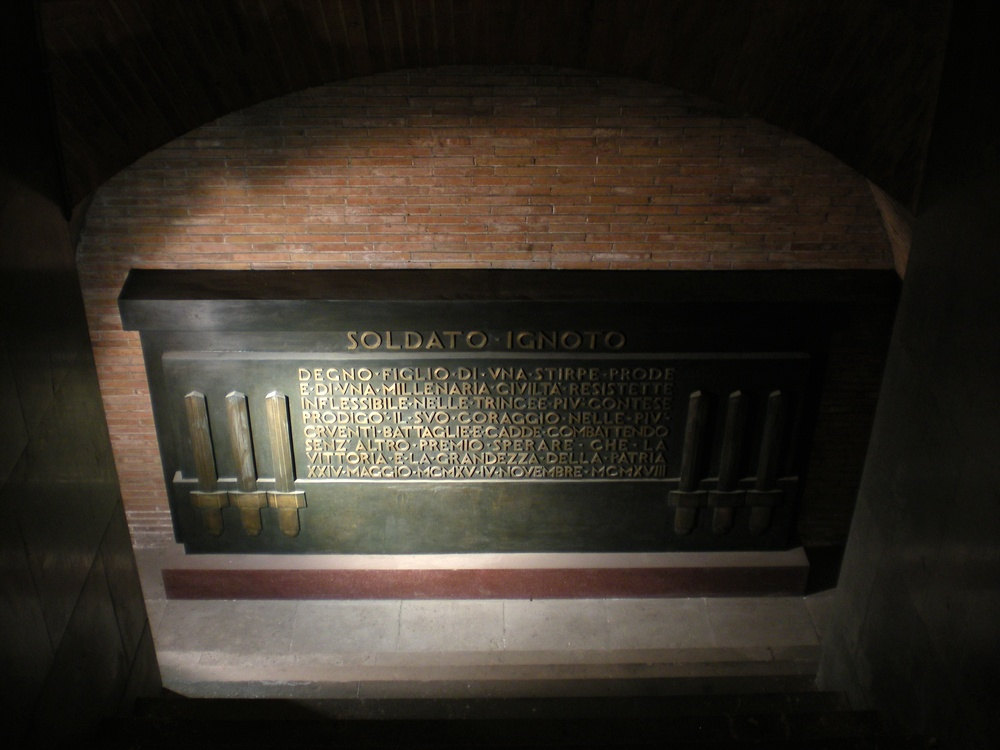
Il sacello del Milite Ignoto visibile dalla cripta interna

La cripta del Milite Ignoto è un locale situato sotto la statua equestre di Vittorio Emanuele II, al quale si accede dal Sacrario delle Bandiere. Dalla cripta è possibile vedere il lato del sacello del Milite Ignoto che dà verso gli spazi interni del Vittoriano. Si trova quindi in corrispondenza dell'Altare della Patria, da cui invece si può vedere il lato della tomba che dà verso l'esterno dell'edificio.
L'epigrafe della parte interna della pietra sepolcrale riporta la scritta "Ignoto Militi" e le date di inizio e di fine della partecipazione italiana al primo conflitto mondiale, ovvero "Xxiv Maggio Mcmxv" (24 maggio 1915) e "Iv Novembre Mcmxviii" (4 novembre 1918). Come già accennato, il lato esterno della pietra sepolcrale riporta invece solo gli anni della partecipazione italiana alla guerra.
Al Milite Ignoto, il 1º novembre 1921, fu conferita la Medaglia d'oro al valor militare, massima decorazione militare italiana, con una motivazione che fu riportata anche sul lato interno del sacello, nell'omonima cripta:

La bara del Milite Ignoto non ancora inumata all'Altare della Patria

Sulla porta del simulacro è invece presente il seguente epitaffio, redatto da Vittorio Emanuele III in persona:
Il Milite fu insignito anche di onorificenze straniere. Già il 12 ottobre 1921 era stata elargita la Medal of Honor, massima decorazione militare assegnata dal Governo federale degli Stati Uniti d'America. Seguirono la Croce della Libertà per il comando militare di I Classe, la più alta conferibile dal governo dell'Estonia, e la Croix de guerre, onorificenza militare francese.
La cripta del Milite Ignoto è opera dell'architetto Armando Brasini. È un locale a forma di croce greca con volta a cupola a cui si accede tramite due rampe di scale. Dalla cripta si diparte un breve cunicolo che raggiunge la nicchia del sacello del Milite Ignoto. La nicchia è inserita in un arcosolio ispirato allo stile degli edifici paleocristiani, in particolar modo alle catacombe. Il soffitto della cripta richiama invece l'architettura romana, alternando volte a crociera e volte a botte. Il locale, costruito in laterizi, è caratterizzato dalla presenza di archi a tutto sesto e di nicchie. È anche presente un piccolo altare per le funzioni religiose.
Le pareti della cripta sono decorate da un mosaico di stile bizantino, opera di Giulio Bargellini, di natura religiosa. La crocifissione di Gesù è situata sopra la tomba del Milite Ignoto; sulle pareti si stagliano invece i santi protettori delle forze armate italiane: san Martino patrono della fanteria, san Giorgio per la cavalleria, san Sebastiano per la polizia locale e santa Barbara per la marina, l'artiglieria e il genio. Nella cupola, infine, si trova la Madonna di Loreto, patrona dell'aeronautica.
Parti della cripta e del sepolcro sono state realizzate con materiali lapidei provenienti dalle montagne che furono teatro degli scontri della prima guerra mondiale: il pavimento è in marmo del Carso, mentre il piccolo altare è stato realizzato da un unico blocco di pietra proveniente dal monte Grappa.

## Gli spazi espositivi del Vittoriano

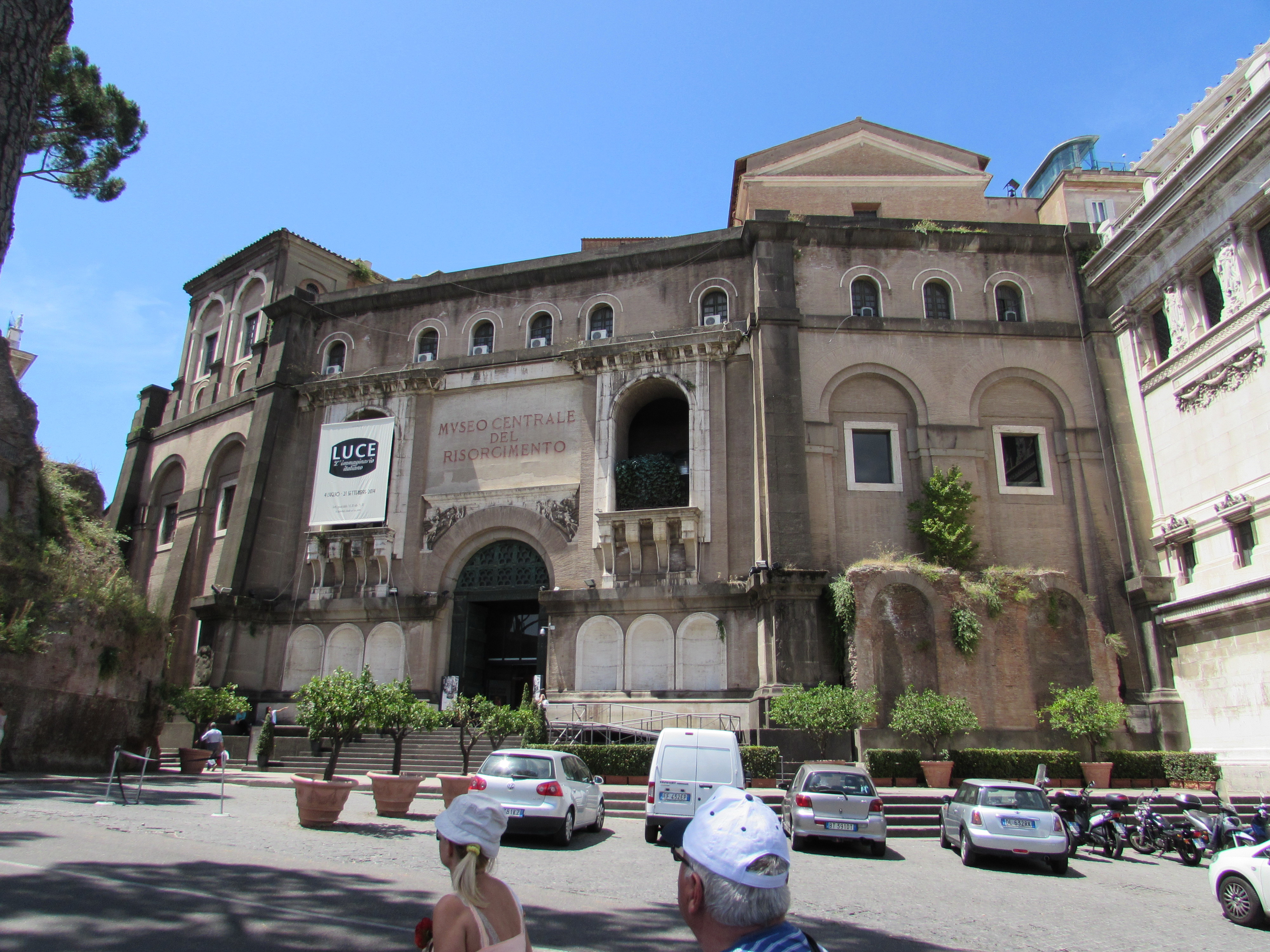
L'"ala Fori imperiali" (o "ala Brasini")

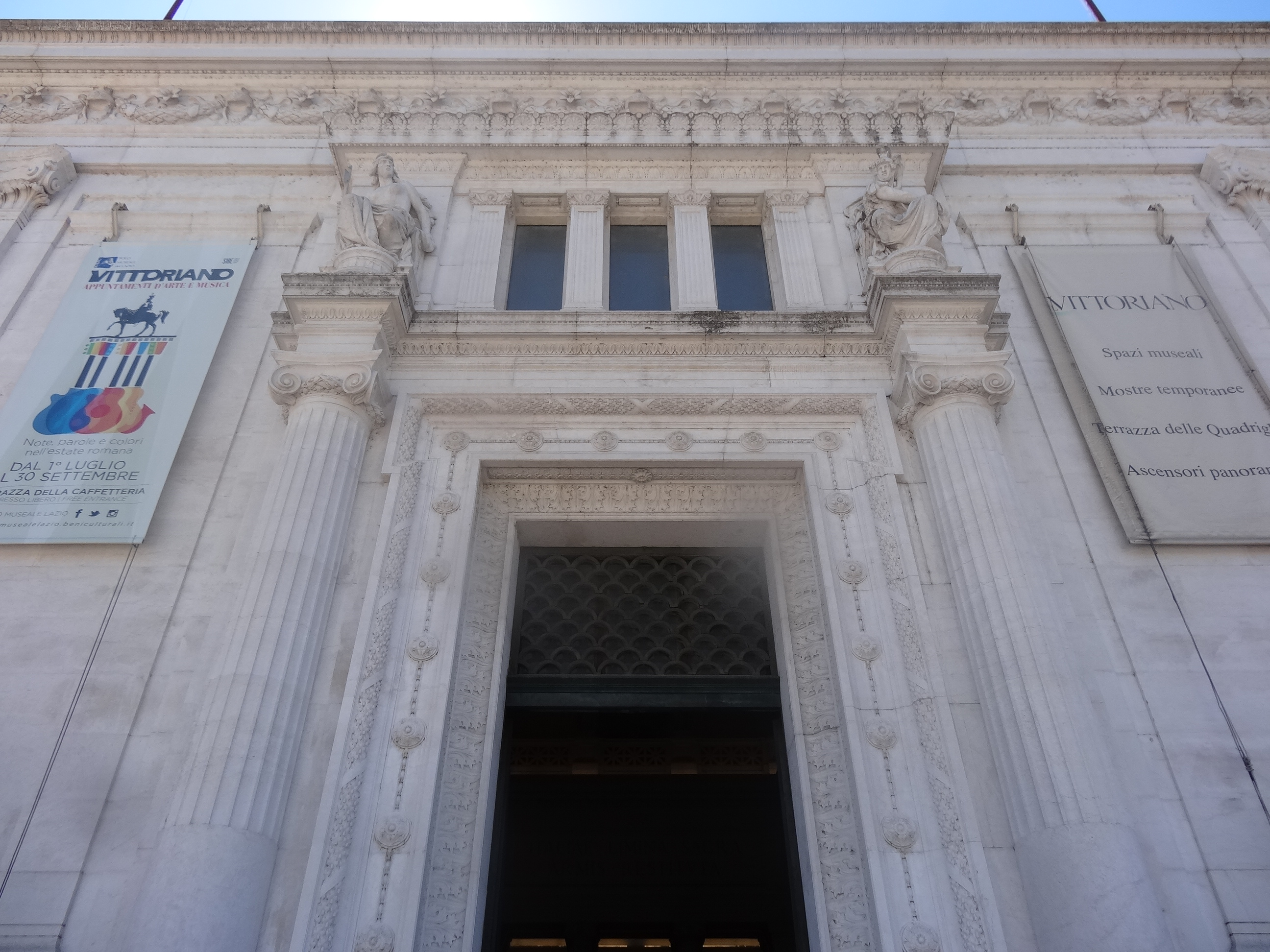
Uno dei due portoni ai propilei, via d'accesso agli spazi espositivi interni

All'interno del Vittoriano si trovano alcuni spazi espositivi dedicati alla storia d'Italia, e in particolare al Risorgimento: il complesso ospita infatti il Museo centrale del Risorgimento e il Sacrario delle Bandiere, che include anche i locali dove, durante la costruzione del monumento, era situato lo studio di Giuseppe Sacconi. È anche visibile parte dei già citati ritrovamenti archeologici rinvenuti durante i lavori di costruzione del Vittoriano.
Il Museo centrale del Risorgimento illustra il periodo della storia italiana compreso tra la fine del XVIII secolo e la prima guerra mondiale, attraverso l'esposizione di cimeli, dipinti, sculture, documenti (lettere, diari e manoscritti), disegni, incisioni, armi e stampe. Sulla scalinata d'ingresso sono visibili incisioni relative ad alcuni episodi significativi per la nascita del movimento risorgimentale, dal seme gettato dalla Rivoluzione francese alle imprese napoleoniche, allo scopo di meglio inquadrare il periodo storico compreso tra la riforma degli antichi Stati italiani e la fine della prima guerra mondiale. Lungo le pareti altre incisioni marmoree riportano alcuni brani di testi enunciati da personalità di spicco, che meglio testimoniano e descrivono questa parte di storia d'Italia.
Nel Sacrario delle Bandiere sono raccolte e custodite le bandiere di guerra dei reparti militari disciolti e delle unità navali radiate, i vessilli degli istituti militari e delle unità soppresse appartenenti ai corpi armati dello Stato (Esercito Italiano, Aeronautica militare, Marina Militare, Arma dei Carabinieri, Polizia di Stato, Polizia penitenziaria e Guardia di Finanza). L'accesso al Sacrario si trova lungo via dei Fori Imperiali: presso questo spazio museale sono custoditi anche cimeli, relativi alle guerre soprattutto risorgimentali, a cui hanno preso parte le forze armate italiane.
L'ala Fori Imperiali, indicata anche come ala Brasini (dall'architetto Armando Brasini), fu ultimata nel 1935 appositamente per ospitarvi il Museo centrale del Risorgimento, che però vi aprì solo nel 1970. A seguito dello spostamento del museo negli spazi più interni del complesso, l'ala ospitò soprattutto mostre temporanee di interesse artistico, storico, sociologico e culturale. Si articolava in tre locali espositivi: il "salone grandi mostre", avente una superficie di 700 m² e in genere ospitante le mostre d'arte, che sono quelle che di solito richiedono più spazio, il "salone centrale" di 400 m² e la "sala giubileo", che ha una superficie di 150 m².